# Assedio di Malta (1940-1942)
Con il termine assedio di Malta (in inglese Siege of Malta), si fa riferimento alla campagna militare nel teatro del Mediterraneo svoltasi tra il 1940 e il 1942 durante la seconda guerra mondiale. In questo contesto si vide la lotta per il controllo dell'isola di Malta, allora colonia britannica di grande importanza strategica, tra le forze aeree e navali del Regno d'Italia e della Germania nazista da una parte, e la Royal Air Force e la Royal Navy dall'altra.
L'apertura di un nuovo fronte in Nordafrica nel giugno 1940 aumentò il già notevole valore di Malta: le forze aeree e marittime britanniche basate sull'isola avrebbero potuto attaccare le navi dell'Asse che trasportavano rifornimenti e rinforzi vitali dall'Europa; il primo ministro britannico Winston Churchill definì l'isola «una portaerei inaffondabile».
L'Asse decise di costringere Malta alla resa, bombardandola o prendendola per fame, attaccando i suoi porti, le città, il capoluogo e le navi alleate che rifornivano l'isola. Malta fu una delle zone più bombardate durante la guerra. In un periodo di due anni, la Luftwaffe e la Regia Aeronautica effettuarono un totale di 3 000 missioni di bombardamento sull’isola, nel tentativo di distruggere le difese della RAF ed i suoi porti.
Un successo avrebbe reso possibile uno sbarco anfibio italiano (Operazione C3 per gli italiani, Operazione Herkules per i tedeschi) sostenuto dalle forze aeroparacadutate tedesche e italiane (Fallschirmjäger e divisione "Folgore"), ma la realizzazione del piano fu prima rinviata e poi annullata.
Alla fine, i convogli alleati furono in grado di fornire e rafforzare Malta, mentre la RAF riuscì a difendere il suo spazio aereo, sebbene a costo di grandi perdite di vite e materiali.
Nel novembre 1942 l'Asse aveva perso la seconda battaglia di El Alamein e gli Alleati erano sbarcati in forza nel Marocco francese di Vichy ed in Algeria durante l'operazione Torch. L'Asse spostò le sue forze per la battaglia della Tunisia e gli attacchi a Malta si ridussero rapidamente: l'assedio si concluse effettivamente nel novembre 1942.
Nel dicembre 1942 le forze aeree e marittime che operavano da Malta passarono all'offensiva. A maggio 1943 avevano affondato 230 navi dell’Asse in 164 giorni, il più alto tasso di affondamento alleato dell'intera guerra: la vittoria alleata a Malta svolse un ruolo importante nel successo finale degli Alleati nel Nordafrica.

## Contesto

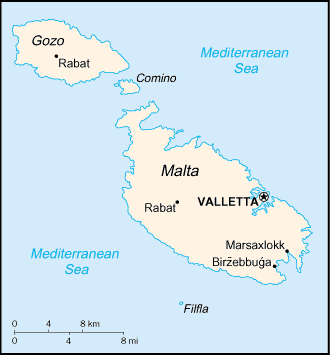
Mappa di Malta

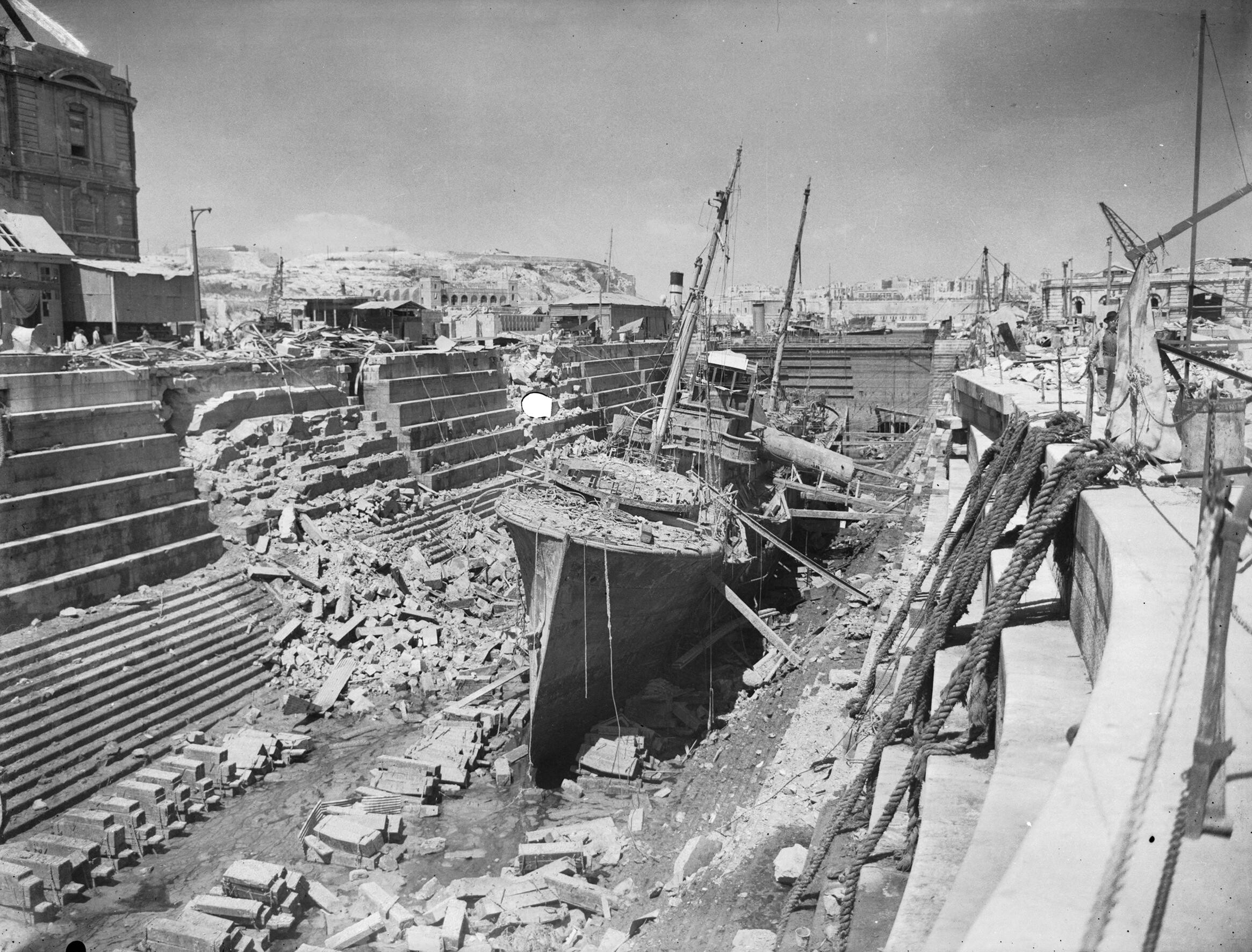
Il peschereccio armato HMS Coral all'interno del bacino di carenaggio n. 3, danneggiato dalle bombe durante la seconda guerra mondiale

La Colonia di Malta era una fortezza militare e navale, essendo l'unica base britannica tra Gibilterra e Alessandria d'Egitto. In tempo di pace era una stazione intermedia lungo il percorso commerciale britannico verso l'India e l'Estremo Oriente via Egitto e canale di Suez; quando la rotta fu interrotta all'inizio delle ostilità, Malta rimase una importantissima base di partenza per azioni offensive contro gli spostamenti navali dell'Asse e gli obiettivi di terra nell'area del Mediterraneo centrale. A causa della sua posizione esposta in prossimità dell'Italia, i britannici trasferirono la sede della Mediterranean Fleet della Royal Navy da La Valletta ad Alessandria d'Egitto già nell'ottobre 1939.
Malta è un'isola di 27 x 14 km, con una superficie di appena 250 km², comparabile a quella dell'isola d'Elba. Nel giugno del 1940 aveva una popolazione di circa 250 000 abitanti, di cui solo il 3-4% era personale coloniale britannico e il resto nativi maltesi, concentrati nelle zone residenziali attorno al Porto Grande, dove la densità della popolazione era più di sei volte quella della media dell'isola. Tra i punti più congestionati vi era La Valletta, capitale e centro politico, militare e commerciale, dove 23 000 persone vivevano in un'area di circa 0,65 km². Al di là del Porto Grande, nelle Tre Città di Cospicua, Senglea e Vittoriosa, dove erano situati i cantieri navali di Malta e la sede dell'Ammiragliato, 28 000 persone vivevano concentrate in 1,3 km². Furono queste aree a subire gli attacchi aerei più pesanti, più sostenuti e concentrati della storia.
All'inizio della guerra, a Malta non vi era pressoché alcuna difesa, a causa di un rapporto pre-bellico britannico che aveva ritenuto che l'isola fosse indifendibile. Le flotte italiana e britannica erano più o meno uniformi quanto a numero di unità di superficie, ma gli italiani disponevano di molti più sottomarini e aerei rispetto ai britannici. L'Ammiragliato dovette poi dividere le forze, proteggendo il Canale di Suez con la Mediterranean Fleet (con a capo l'Ammiraglio Andrew Cunningham) e Gibilterra con la Force H (guidata dal vice-Ammiraglio James Somerville). Nell'ottobre 1939, la Mediterranean Fleet venne trasferita verso est, in Egitto, privando l'isola della sua protezione navale. Soltanto il monitore HMS Terror e alcuni sottomarini erano rimasti sull'isola. Quando il governo maltese chiese chiarimenti, gli fu risposto dai britannici che l'isola avrebbe potuto essere difesa altrettanto adeguatamente da Alessandria quanto dal Porto Grande di Malta, il che naturalmente non era vero. Questo portò i maltesi a dubitare dell'impegno britannico a difendere l'isola.
Con l'assillante preoccupazione che l'isola, lontana dalla Gran Bretagna e vicina all'Italia, non potesse essere adeguatamente difesa, nel luglio del 1939 i britannici decisero di aumentare il numero di armi contraeree e aeroplani dislocati a Malta. Nel maggio del 1940 la leadership britannica si pose ulteriori dubbi circa il fatto se valesse la pena tenere l'isola, in particolare quando, durante la campagna di Francia, il primo ministro francese Paul Reynaud suggerì che Benito Mussolini avrebbero potuto essere blandito con alcune concessioni, tra cui quella di Malta, purché non entrasse in guerra; dopo varie discussioni, Winston Churchill convinse il Ministero della Guerra a non fare alcuna concessione. Con le stesse isole britanniche in pericolo, la difesa di Malta non era una priorità e quindi l'isola fu lasciata solo leggermente protetta. Quando, il 10 giugno 1940, Mussolini dichiarò guerra al Regno Unito e alla Francia, soltanto sei obsoleti biplani Gloster Sea Gladiator erano schierati sull'isola, più altri sei disponibili ma ancora smontati in casse per il trasporto.
Negli anni 1930 l'Italia aveva cercato di espandersi nel Mediterraneo e nell'Africa, regioni dominate dai britannici e dai francesi. La sconfitta alleata in Francia nel maggio-giugno 1940 spazzò via la Marina francese dall'ordine di battaglia alleato e spostò in favore dell'Italia l'equilibrio del potere navale e aereo nel Mediterraneo. Dopo la dichiarazione di guerra, Mussolini ordinò un'offensiva in tutto il Mediterraneo: dopo poche ore, le prime bombe erano già cadute su Malta. Dopo la resa francese il 25 giugno, Mussolini tentò di sfruttare la situazione lanciando l'Operazione E (nome in codice per l'invasione italiana dell'Egitto) a settembre, ma la 10ª Armata italiana fu schiacciata dal contrattacco britannico nel corso dell'Operazione Compass e Adolf Hitler fu costretto a intervenire per salvare il suo alleato: nel febbraio 1941, il Deutsches Afrikakorps (o DAK, "Corpo tedesco per l'Africa"), ai comandi del Generalfeldmarschall Erwin Rommel, fu inviato in Nordafrica come corpo distaccato (Sperrverband). Le squadriglie antinave della RAF e sottomarini della Royal Navy minacciavano da Malta le linee di approvvigionamento dell'Asse in Nordafrica ed entrambe le parti dovettero riconoscere l'importanza di Malta nel controllo del Mediterraneo centrale.
Nel 1940, un assalto italiano a Malta avrebbe avuto una ragionevole possibilità di ottenere il controllo dell'isola, ed era un'azione che avrebbe potuto garantire la supremazia navale e aerea degli italiani nel Mediterraneo centrale: il Mediterraneo sarebbe stato diviso in due dall'Asse, separando completamente le distanti basi britanniche di Gibilterra e Alessandria. La riluttanza degli italiani ad agire direttamente contro Malta nel corso del 1940 fu rafforzata dalla Notte di Taranto, in cui parte della flotta di superficie italiana fu messa fuori combattimento da parte di aerosiluranti imbarcati dell'aviazione navale britannica. Gli italiani adottarono allora un approccio indiretto e tagliarono i rifornimenti all'isola; per gli italiani (e più tardi per i tedeschi), l'arma chiave contro Malta divenne la forza aerea.

## Assedio italiano (giugno-dicembre 1940)

### Le azioni aeree italiane

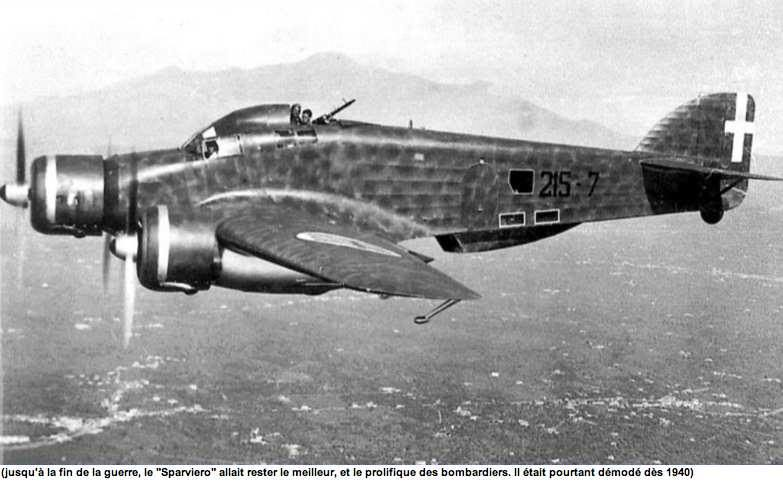
Un bombardiere italiano Savoia-Marchetti S.M.79 in volo

La superiorità aerea era il metodo scelto per attaccare Malta. La Regia Aeronautica iniziò il bombardamento aereo dell'isola da basi aeree dislocate in Sicilia: l'11 giugno, 55 bombardieri italiani e 21 caccia volarono sopra Malta e sganciarono 142 bombe sui tre campi di volo di Luca, Casal Far e Ta' Qali; più tardi, 10 Savoia-Marchetti SM.79 e 20 Macchi C.200 italiani volarono sull'isola, senza alcuna opposizione aerea. All'epoca di questi primi scontri aerei, i caccia che difendevano Malta consistevano degli obsoleti Gloster Sea Gladiator del gruppo di volo (Fighter Flight) di Hal Far; altri dieci Gladiator, ancora smontati in casse per il trasporto, furono assemblati sul posto. Dato che non più di tre aerei riuscivano a volare in una sola volta, furono chiamati "Fede", "Speranza" e "Carità" (Faith, Hope e Charity). Alcuni piloti erano addestrati al volo su idrovolanti, altri erano senza alcuna esperienza di operazioni di combattimento su caccia. Un solo Gladiator fu abbattuto, ma i restanti riuscirono ad abbattere diversi aerei italiani..
Gli italiani volavano a circa 6 100 metri (20 000 piedi) e il monitore HMS Terror e le cannoniere HMS Aphis e HMS Ladybird aprirono il fuoco. Nel pomeriggio, altri 38 bombardieri scortati da 12 caccia assalirono la capitale. Le incursioni erano state pianificate per abbattere il morale della popolazione, piuttosto che per infliggere danni ai magazzini e alle installazioni portuali. Un totale di otto incursioni furono condotte in quel primo giorno, ma il bombardamento non causò molti danni e la maggior parte delle vittime furono civili. Non fu fatto alcun tentativo di intercettare gli attaccanti perché non c'era una forza della RAF pronta a contrastarli. In quel momento non era operativo alcun aeroporto della RAF a Malta; solo uno, a Luca, era vicino al completamento.
Nonostante l'assenza di aeroporti operativi, almeno un Gladiator RAF volò l'11 giugno contro un attacco condotto da 55 Savoia Marchetti SM.79 ed i loro 20 caccia di scorta. Anche se ciò sorprese gli italiani, le difese, quasi inesistenti sul terreno e nell'aria, non poterono impedire il loro l'attacco. Il 12 giugno fu abbattuto un aereo italiano in un volo di ricognizione su Malta.
Uno strano fatto si svolse il 19 giugno: dodici aerosiluranti Fairey Swordfish riuscirono a raggiungere la base della FAA (Fleet Air Arm) a Casal Far, sede del 767 (Training) NAS ("767º Squadrone Aereo navale (d'addestramento)"), dopo essere fuggiti dalla Francia meridionale a causa della capitolazione francese: gli aerei si erano inizialmente trasferiti nella colonia francese della Tunisia, ma l'insicurezza di quella collocazione li costrinse a cercare un ambiente più amichevole. Gli Swordfish della FAA formarono il nucleo di quello che sarebbe diventato lo 830th Naval Squadron, fornendo a Malta i suoi primi aerei da attacco offensivo. Già prima della fine di giugno questi compirono un raid sulla Sicilia affondando un cacciatorpediniere italiano, danneggiarono un incrociatore e distruggendo i serbatoi di stoccaggio del carburante nel porto di Augusta.
Sempre nello stesso mese, 10 aerei B.R.20 del LX Gruppo al comando del Col. Enrico Pezzi comandante del 41º Stormo, bombardarono l'idroscalo di Calafrana (vicino a Birzebbugia).

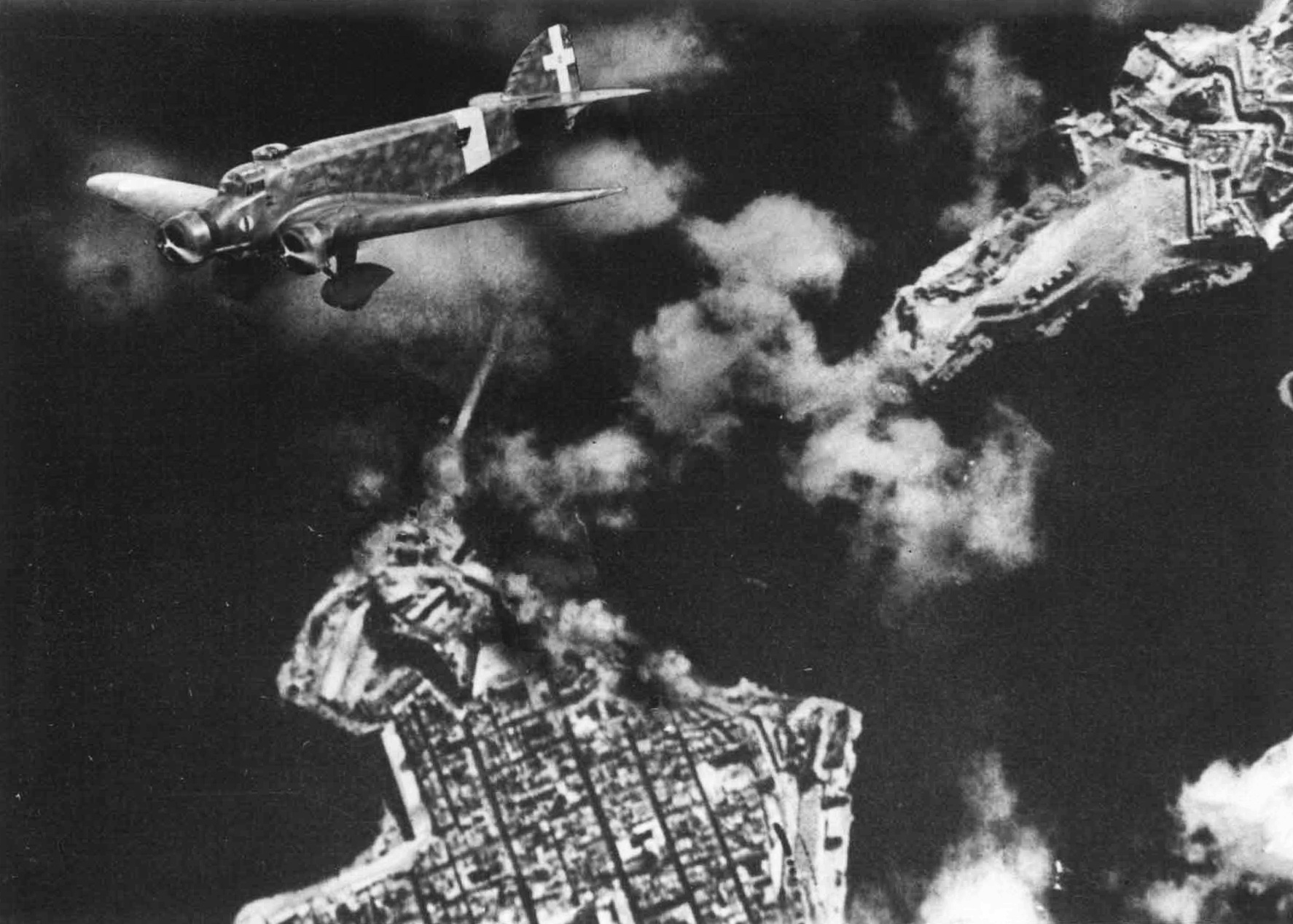
Bombardamento italiano del Grand Harbor

All'inizio di luglio, i Gladiator erano stati rinforzati da alcuni Hawker Hurricane e in agosto le difese furono organizzate nel 261st Squadron RAF. Dodici aeromobili furono consegnati dalla HMS Argus nel mese di agosto, il primo di diversi lotti trasportati sull'isola da quella portaerei. Un ulteriore tentativo di far arrivare in volo 12 Hurricane a Malta il 17 novembre, guidati da un Blackburn Skua della FAA (Operazione White), si concluse però in un disastro, con la perdita di otto Hurricane: gli aerei finirono troppo lontano dall'isola a causa della presenza della flotta italiana, terminando il combustibile, e furono persi diversi piloti. Altri due Hurricane si schiantarono, con uno dei piloti salvato da un idrovolante Short Sunderland. L'arrivo di ulteriori caccia era ardentemente richiesto: dopo otto settimane, la forza iniziale delle unità di Hurricane fu bloccata a terra a causa della mancanza di ricambi.
Alla fine dell'anno, la RAF affermò che 45 aerei italiani erano stati abbattuti. Gli italiani ammisero la perdita di 23 bombardieri e 12 caccia, con altri 187 bombardieri e sette caccia che subirono danni, soprattutto da parte dell'artiglieria antiaerea. Nel 1940, con le operazioni su Malta, la Regia Aeronautica controllava ed impediva quasi del tutto la capacità offensiva delle forze aeree britanniche effettuando 7 410 sortite per 11 200 ore di volo così distribuite:
- bombardamento: 1 068 aerei utilizzati in 3 000 ore di volo svolte e 553000 kg di bombe sganciate;
- caccia: 6 275 aerei utilizzati, per 8 000 ore di volo svolte;
- soccorso: 67 aerei utilizzati per 203 ore di volo svolte con 25 persone salvate.

Le perdite italiane furono: 35 aerei abbattuti dalla caccia o dall'artiglieria e 124 militari, tra morti e dispersi. Le perdite inflitte al nemico furono 66 aerei abbattuti e 22 probabilmente abbattuti dai caccia e dai bombardieri italiani, oltre ad un numero non precisato di aerei distrutti al suolo.

### Il "Piano di Invasione DG 10/42" italiano

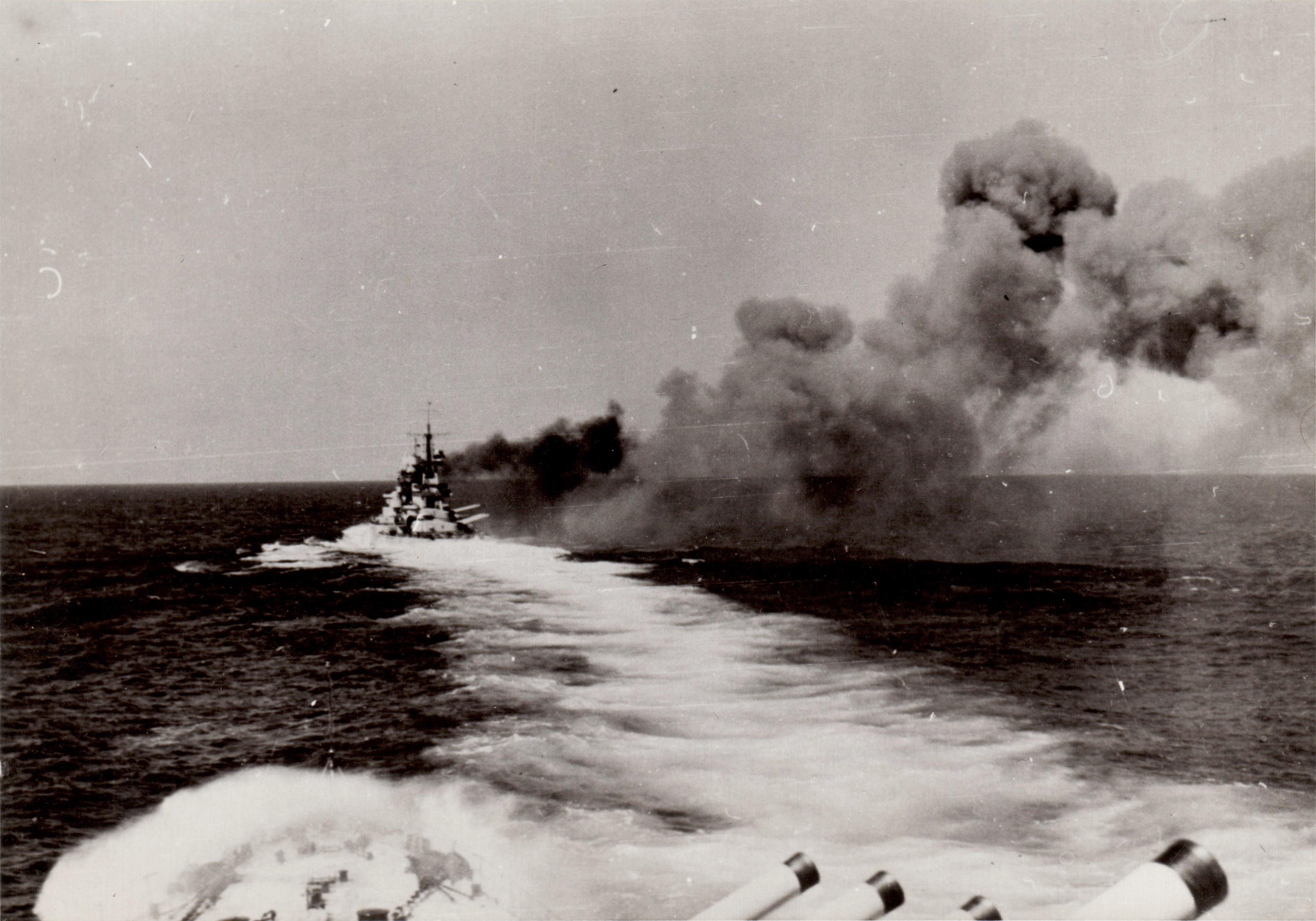
La corazzata italiana Giulio Cesare apre il fuoco durante la battaglia di Punta Stilo, il 9 luglio 1940

Già nel 1938 Mussolini aveva considerato un'invasione di Malta nell'ambito del piano DG 10/42, secondo il quale una forza di 40 000 uomini avrebbe dovuto impadronirsi dell'isola. Ci si aspettava che quasi tutte le 80 motozattere appositamente costruite che avrebbero sbarcato a terra le truppe italiane sarebbero andate perdute, ma gli sbarchi sarebbero stati effettuati nel nord, con un attacco alle fortificazioni della "Linea Victoria", al centro dell'isola. Uno sbarco secondario sarebbe stato fatto a Gozo, a nord-ovest di Malta, e all'isoletta di Comino, posta tra le due isole maggiori. Tutte le unità marittime italiane e 500 aerei avrebbero dovuto essere coinvolti, ma la mancanza di forniture portò gli strateghi a credere che l'operazione non potesse essere eseguita. Con il successo tedesco nella battaglia di Francia del maggio-giugno 1940, il piano fu rivisto, con una forza d'invasione di 20 000 uomini con l'aggiunta di carri armati. La sconfitta degli Alleati in Francia diede agli italiani l'opportunità di conquistare Malta, ma i servizi segreti italiani sovrastimarono le difese maltesi e Mussolini pensò che un'invasione sarebbe stata inutile una volta che il Regno Unito avesse chiesto la pace. Mussolini si aspettava anche che la Spagna franchista aderisse all'Asse e conquistasse Gibilterra, il che avrebbe chiuso il Mediterraneo da ovest ai britannici.

### Guerra in mare
La riluttanza ad agire da parte dell'ammiragliato italiano era dovuta anche ad altre considerazioni. Gli italiani credevano di poter mantenere bloccata ad Alessandria la flotta di vecchie navi da combattimento della Royal Navy. Un altro fattore era la mancanza di petrolio greggio (durante la loro occupazione della Libia, gli italiani non avevano scoperto le grandi riserve di quel paese). I tedeschi presero gran parte del petrolio dalla Romania e lasciarono ben poche risorse per l'Italia per perseguire operazioni su larga scala nel Mediterraneo. Ciò lasciò gli italiani senza combustibile sufficiente per l'addestramento al combattimento in mare. All'inizio del 1941, la limitata riserva petrolifera significava che potevano essere garantiti solo 7 mesi di carburante.
Dalla parte opposta, la fiducia britannica fu erosa più tardi, nel 1941 e nel 1942, quando gli aerei iniziarono a dominare le azioni in mare, in quanto la Royal Navy era da tempo considerata il principale difensore dell'isola.
Cunningham mise in luce la riluttanza della Marina italiana ad impegnarsi in combattimento andando a sondare le sue difese. Il 9 luglio 1940, la battaglia di Punta Stilo fu la prima volta in cui le principali flotte italiane e britanniche (con il supporto di navi della Royal Australian Navy) si impegnavano a vicenda. Entrambe le parti reclamarono la vittoria, ma in realtà la battaglia fu inconcludente e tutti tornarono alle loro basi il più presto possibile. Ciò confermò al popolo maltese che i britannici controllavano ancora i mari, anche se non dal Porto Grande di Malta. Ciò fu confermato nuovamente nel marzo 1941, quando la Royal Navy sconfisse decisamente la Marina italiana nella battaglia di Capo Matapan.
Il confronto navale nel Mediterraneo tra le navi britanniche e italiane è generalmente considerato come un pareggio.

### Contrattacchi britannici

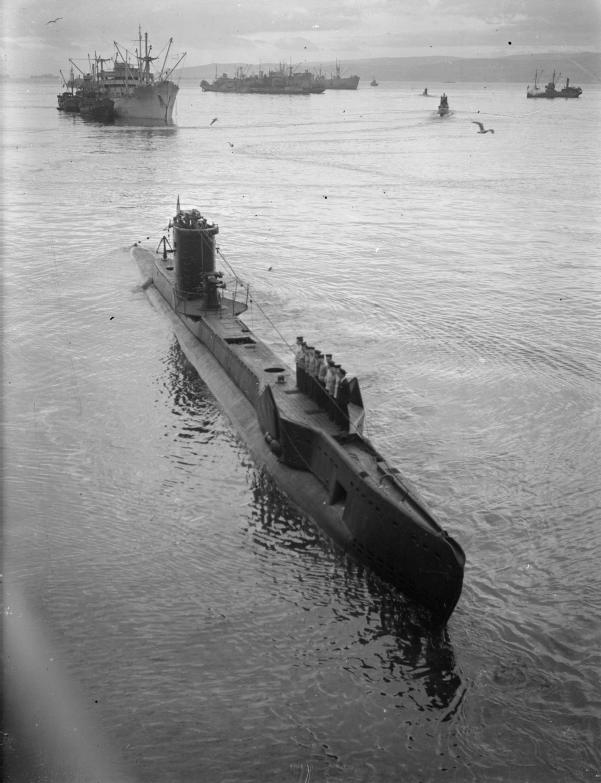
Un sommergibile britannico della Classe U

Quando divenne chiaro ai britannici che le forze aeree italiane erano limitate e avevano solo un piccolo impatto sulla popolazione, e che questa poteva sopportarlo, arrivò un flusso costante di rinforzi. Il potenziale della base fu compreso e Whitehall (sede del Governo britannico) ordinò l'invio di ulteriori aeromobili sull'isola, compresi caccia Hurricane, bombardieri medi Martin Maryland e Vickers Wellington, idrovolanti Short Sunderland, altri aerosiluranti Swordfish e anche sommergibile. Questo fornì un sempre più potente braccio offensivo. I Wellingtons arrivarono in ottobre, dal 148th Squadron RAF.
Nel frattempo, l'invasione italiana dell'Egitto non aveva raggiunto i suoi obiettivi e la contro-offensiva britannica, l'Operazione Compass, distrusse diverse divisioni dell'esercito italiano in Cirenaica. La diversione della campagna nordafricana portò via dall'impiego su Malta molte unità aeree italiane, che furono inviate di corsa dall'Italia e dalla Sicilia per affrontare il disastro e sostenere le forze terrestri bloccate in Egitto e in Libia. A Malta il sollievo fu significativo, in quanto i britannici ora avrebbero potuto concentrare le loro forze per operazioni offensive piuttosto che difensive. Nel mese di novembre del 1940, dopo mesi di attacchi aerei italiani poco coordinati, la FAA e la Royal Navy colpirono le forze navali italiane a Taranto, una vittoria per la forza aeronavale e una prova definitiva che gli aerei potevano causare danni alle unità navali senza copertura aerea. Durante la battaglia, gli aerosiluranti Fairey Swordfish resero inservibili varie unità pesanti italiane. Il ritiro della flotta italiana a Napoli, fuori dalla portata degli aerei britannici, fu una vittoria strategica che fece passare la supremazia navale della parte dei britannici.
Anche i sommergibili della Royal Navy iniziarono un periodo di operazioni offensive. I sommergibili britannici della classe U cominciarono ad operare già nel giugno 1940. Anche i sommergibili più grandi iniziarono le operazioni, ma dopo aver sofferto perdite del 50% per ogni missione furono ritirati.
I sommergibili della classe U operavano dalla base dell'isolotto Manoel a Gezira conosciuta come HMS Talbot. Non erano disponibili ricoveri a prova di bombe perché il progetto della loro costruzione era stato scartato prima della guerra, a causa delle politiche di taglio dei costi. La nuova forza fu nominata "Decima flottiglia sottomarina" e fu posta sotto il comando del Comandante dei Sommergibili, ammiraglio Max Horton, che mise il comandante G. W. G. Simpson al comando dell'unità. Amministrativamente, la Decima flottiglia operava sotto la Prima flotta sottomarina di Alessandria, essa stessa sotto Cunningham; in realtà, Cunningham diede mano libera a Simpson e alla sua unità.
Fino a che i battelli classe U non poterono essere messi a disposizione in gran numero, furono utilizzati sommergibili britannici di classe T. Questi ebbero alcuni successi, ma subirono gravi perdite quando iniziarono le operazioni il 20 settembre 1940. A causa della mancanza di scorte di siluri, avevano l'ordine di non attaccare navi nemiche a meno che l'obiettivo in questione non fosse una nave da guerra, una petroliera o un'altra "nave significativa".
Inizialmente i risultati delle azioni della flotta furono altalenanti. Essa affondò 37 000 Long ton (38 000 tonnellate) di naviglio italiano, metà dei quali rivendicata da una sola unità, l'HMS Truant. Le sue vittime consistevano di un sommergibile italiano, nove navi mercantili e una motosilurante (MTB). La perdita di nove sommergibili e dei loro ben addestrati equipaggi e comandanti era grave. La maggior parte delle perdite era dovuta a mine. Il 14 gennaio 1941, i sommergibili di classe U raggiunsero Malta e l'offensiva subacquea cominciò seriamente.

## Intervento della Luftwaffe (gennaio-aprile 1941)

### L'arrivo dei tedeschi
L'intervento tedesco su Malta è stato più il risultato delle sconfitte italiane in Nordafrica che dei fallimenti italiani nell’impadronirsi dell'isola. Hitler aveva ben poca scelta: o salvare il suo alleato italiano o perdere la possibilità di prendere i campi petroliferi mediorientali in Arabia. Il Deutsches Afrikakorps (DAK) sotto il comando del generale Erwin Rommel fu inviato per assicurare il fronte dell'Asse in Africa nel febbraio 1941. L'Operazione Colossus costituì una drammatica svolta. I tedeschi lanciarono l'Operazione Sonnenblume, che rafforzò le posizioni italiane nel Nordafrica. Poi iniziarono una contro-offensiva che riportò indietro i britannici fino all'Egitto. Ma le operazioni oltremare, in Africa, significavano che la maggior parte dei rifornimenti alle forze dell'Asse sarebbe dovuta arrivare via mare. Questo rendeva Malta una pericolosa minaccia alla logistica dell’Asse. In risposta, l'Oberkommando der Luftwaffe, OKL (Alto Comando dell’Aeronautica) inviò in Sicilia il Fliegerkorps X (Decimo Corpo Aereo), arrivato nel gennaio 1941, per colpire le forze navali a Malta ed intorno all'isola, nonché le basi della RAF sull'isola, per facilitare il passaggio dei rifornimenti.
I sottomarini britannici non riuscirono a fermare le navi tedesche che trasportarono con successo le loro forze in Libia. Il danneggiamento della nave tedesca Duisburg, 7 889 tonnellate, fu l'unico attacco degno di nota: il 9 febbraio 1941, tre sommergibili mancarono il medesimo convoglio che portava rifornimenti a Tripoli, il principale porto italiano in Libia. Gli impianti portuali potevano scaricare sei navi alla volta, rendendo quel porto la miglior struttura a ovest di Alessandria, 1600 km a est. Una grande parte del successo difensivo dell'Asse era dovuta alle mine navali. Gli italiani avevano posizionato 54 000 mine attorno a Malta per evitare che venisse rifornita. Queste mine erano le responsabili delle sconfitte dei sottomarini della Royal Navy. Anche altre 3 000 mine all'incirca furono disseminate dalle forze navali italiane al largo della costa tunisina.
L'incapacità di intercettare gli invii dell’Asse era evidente dalle cifre, che si estendevano ben al di là del febbraio 1941: da gennaio-aprile l'Asse inviò 321 259 tonnellate in Libia e tutte raggiunsero il porto, a parte una minima perdita di 18 777 tonnellate. Ciò era equivalente ad una percentuale di successo del 94% per un convoglio che tentasse di aggirare l'interdizione britannica. Dei 73 991 uomini inviati via mare, ben 71 881 (97%) arrivarono in Africa. Il 10 dicembre 1940 il Fliegerkorps X, sotto il comando di Hans Ferdinand Geisler e con il sostegno del suo capo di stato maggiore Martin Harlinghausen, fu inviato in Sicilia per attaccare I convogli alleati nel Mediterraneo. All'inizio della prima operazione tedesca Geisler aveva 95 aeromobili e 14 389 uomini in Sicilia. Geisler riuscì a persuadere l'OKL a dargli altri quattro Gruppen di bombardieri in picchiata. Il 10 gennaio poteva contare su 255 aeromobili (di cui 179 utilizzabili), compresi 209 bombardieri in picchiata e medi.
Entro il 2 gennaio 1941, le prime unità tedesche arrivarono all'Aeroporto di Trapani-Milo, sulla costa sud-ovest della Sicilia. Le due unità della Luftwaffe erano entrambe Stuka Gruppen equipaggiati con gli Junkers Ju 87 (Stuka). La prima era lo I./ Sturzkampfgeschwader 1 e la seconda lo II./Sturzkampfgeschwader 2 (I e II Gruppo del 1º e 2º stormo di bombardieri in picchiata). Le unità constavano di circa 80 Ju 87s. Ciò portò ad un notevole aumento dei bombardamenti su Malta. Arrivò uno Stabsstaffel (squadriglia comando) dello Sturzkampfgeschwader 3 (StG 3 - stormo di bombardieri in picchiata). Lo Oberstleutnant (capitano) Karl Christ, Geschwaderkommodore (comandante di stormo) dello StG 3, diede l’ordine di intercettare grosse unità. Un obiettivo particolare era costituito dalle portaerei, infatti giorni dopo ordinò al gruppo di Ju 87 di affondare la nuova portaerei HMS Illustrious. Avendo giocato un ruolo fondamentale nella Notte di Taranto, che consegnò la supremazia navale agli inglesi, questo tipo di unità passò così in cima alla lista degli obiettivi dell'Asse.

### I "blitz" dellaExcesse dellaIllustrious
Gli equipaggi della Luftwaffe credevano che quattro colpi diretti avrebbero affondato la portaerei, ed avevano iniziato a fare operazioni di addestramento su simulacri galleggianti, al largo della costa siciliana: l'ampio ponte di volo offriva un bersaglio di 6 500 metri quadrati. Un'occasione per attaccare la nave arrivò il 6 gennaio. Era stata lanciata l’Operazione Excess britannica, che comprendeva una serie di convogli da parte degli inglesi nel Mar Mediterraneo. Il 10 gennaio le navi inglesi si trovarono nel raggio d’azione delle basi di Ju 87. Il II./StG 2 inviò 43 Ju 87s con supporto da parte del I./StG 1. Dieci SM.79 italiani avevano attirato i caccia Fairey Fulmar della portaerei, mentre l'incrociatore HMS Bonaventure aveva affondato la torpediniera italiana Vega. Una decina di Ju 87 attaccarono la portaerei senza alcuna opposizione aerea. La testimonianza di Andrew Cunningham, comandante in capo della flotta, dalla vicina corazzata HMS Warspite, riportò che gli Ju 87 avevano messo a segno sei colpi. Uno aveva distrutto un cannone, un altro colpo era arrivato vicino alla poppa, un terzo aveva demolito un altro cannone, mentre due avevano colpito l'ascensore, distruggendo un aereo sotto il ponte, causando esplosioni di carburante e munizioni. Un altro attraversò il ponte corazzato ed esplose profondamente all'interno della nave. Due ulteriori attacchi furono eseguiti, ma senza risultato. Malamente danneggiata, ma con i motori principali ancora intatti, la HMS Illustrious fece rotta per l'ormai insicuro rifugio di Malta. L'attacco durò sei minuti, uccise 126 membri dell'equipaggio e ne ferì 91.
In vista di Malta, i bombardieri italiani attaccarono anche la portaerei, ma furono respinti da un intenso fuoco antiaereo.

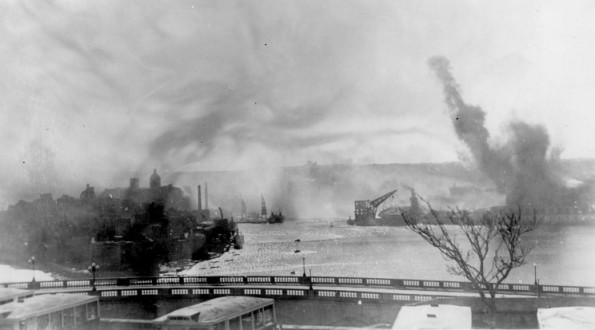
La HMS Illustrious sotto attacco da parte degli Stukas nel Porto Grande di Malta (la portaerei è alla destra della grande gru)

L'operazione britannica non avrebbe dovuto essere lanciata: Ultra (il servizio di intelligence inglese) aveva informato il Ministero dell'Aeronautica sulla presenza del Fliegerkorps X sulla Sicilia già dal 4 gennaio, ma non passò questa informazione riservata all’Ammiragliato, che probabilmente, se l’avesse saputo, non avrebbe mai schierato le sue navi nel raggio d’azione degli Ju 87.
La RAF non era in condizione di impedire un grande attacco aereo tedesco, con solo 16 Hurricane ed un paio di aerei Gladiator utilizzabili. L'11 gennaio 1941, altri dodici Ju 87 furono inviati ad affondare l'HMS Illustrious, ma si imbatterono negli incrociatori leggeri HMS Southampton ed HMS Gloucester, attaccandoli. I colpi furono messi a segno su entrambi; il Southampton era così danneggiato che le sue unità di scorta lo dovettero affondare. Nei 12 giorni successivi i lavoratori del cantiere navale del Porto Grande ripararono la portaerei sotto determinati attacchi aerei, in modo da poterle far raggiungere Alessandria. Il 13 gennaio gli Ju 87, equipaggiati con le bombe SC 1000, non riuscirono a piazzare nemmeno un colpo. Il 14 gennaio 44 Ju 87s misero a segno un colpo sulla nave, che evidentemente aveva il destino segnato a causa di un incidente subito dopo il varo. Il 18 gennaio, i tedeschi passarono ad attaccare i campi di volo a Casal Far e Luca nel tentativo di conquistare la superiorità dell'aria prima di tornare contro l'HMS Illustrious. Il 20 gennaio, due colpi di striscio rovinarono il suo scafo sotto la linea di galleggiamento e lo fecero sbattere contro il molo. Tuttavia, gli ingegneri vinsero la battaglia: il 23 gennaio la nave riuscì a sgusciare fuori dal Porto Grande ed arrivò ad Alessandria due giorni dopo. La portaerei fu poi mandata in America per riparazioni, dove fu tenuta fuori dalle azioni per un anno intero.
La Luftwaffe non era riuscita a affondare la portaerei, tuttavia le sue perdite erano state poche - tre aeromobili il 10 gennaio e quattro Ju 87s in diverse settimane - ed i tedeschi avevano impressionato i britannici con l'efficacia dell'aeronautica basata a terra. Di conseguenza, gli inglesi ritirarono le unità pesanti della loro flotta dal Mediterraneo centrale e si limitarono a rischiare a mandare attraverso lo Stretto di Sicilia soltanto degli incrociatori. Entrambe le Marine, britannica ed italiana, avevano digerito le loro esperienze di Taranto e Malta.

### Superiorità aerea tedesca e italiana
L'apparizione a febbraio dei caccia Messerschmitt Bf 109 E-7 del 7° Staffel (squadrone) Jagdgeschwader 26 (26º stormo da combattimento, o JG 26), guidato dall'Oberleutnant (tenente) Joachim Müncheberg, portò rapidamente ad un aumento delle perdite della RAF: i piloti da combattimento tedeschi erano esperti, fiduciosi, tatticamente astuti, meglio attrezzati e ben addestrati. I piloti alleati di Malta, invece, avevano poca esperienza di combattimento ed i loro Hawker Hurricane erano oramai in pessime condizioni: come risultato, per quattro mesi il JG 26 patì ben poche perdite.
La Luftwaffe dichiarò 42 vittorie aeree, di cui ben venti (tra cui una sopra la Jugoslavia) attribuite allo stesso Müncheberg. Gli Hurricane della RAF furono mantenuti operativi a costo di scambiarsi le parti ed essere cannibalizzati, deteriorando le loro prestazioni, già inferiori a quelle del Bf 109E-7. Cinque Hurricane arrivarono a Malta all'inizio di marzo, altri sei il 18 marzo ma cinque di questi aerei furono persi insieme ad altrettanti piloti.

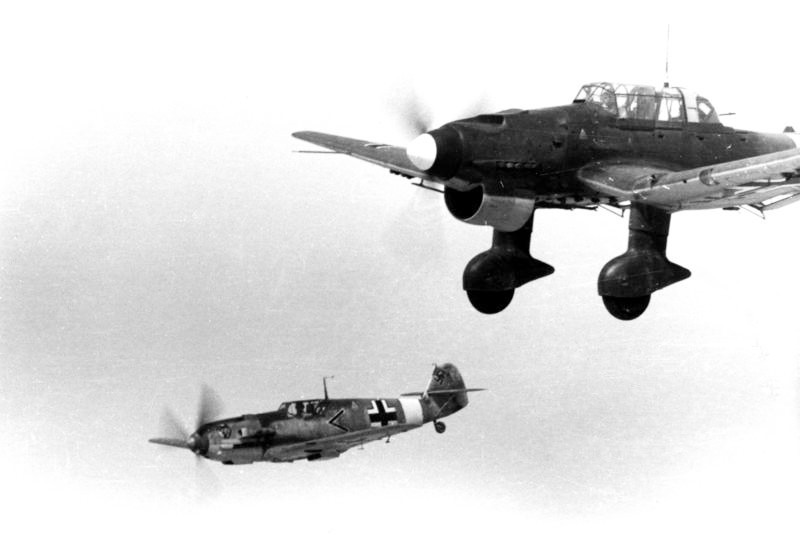
Un Messerschmitt Bf 109 di scorta ad uno Junkers Ju 87 sul Mediterraneo

Il 1º marzo, gli attacchi della Luftwaffe sugli aeroporti di Malta avevano distrutto tutti i Vickers Wellington fatti arrivare in ottobre. Le navi da guerra della Royal Navy e gli idrovolanti Sunderland non potevano più usare l'isola per operazioni offensive e le principali squadriglie di caccia, nº 261 e 274, furono messe sotto forte pressione. Ci furono diversi attacchi al giorno ed oltre 107 attacchi da parte dell'Asse si verificarono nel mese di febbraio e 105 nel mese di marzo, con caccia Bf 109 che aggredivano ogni segno di movimento a terra. A febbraio, i circa 14 600 uomini che si erano offerti volontari, 1/6 dell'intera forza lavoro dell'isola, cominciarono ad subire razionamenti, riducendo ancora di più il morale, e tutti i maschi da 16 a 56 furono costretti ad unirsi ai volontari nella Royal Malta Artillery a guardia del Porto Grande.
Gli Alleati ebbero un successo in aprile, con la vittoria nella battaglia del Convoglio Tarigo. Le forze di superficie alleate riuscirono ad affondare solo un piccolo convoglio dell’Asse durante le ore diurne durante tutta la campagna nordafricana, ma nella notte del 15/16 aprile le navi dell'Asse furono intercettate dalla 14ª Flottiglia cacciatorpediniere del comandante P.J. Mack, composta dai HMS Janus, Jervis, Mohawk, Juno e Nubian. I cacciatorpediniere affondarono i mercantili Sabaudia (1 500 tonnellate), Aegina (2 447 tonnellate), Adana (4 205 tonnellate), Isetlhon (3 704 tonnellate) e Arta. I cacciatorpediniere italiani Tarigo, Lampo e Baleno furono affondati, a fronte della perdita del solo Mohawk.
La flottiglia era stata ufficialmente formata l'8 aprile 1941, in risposta alla necessità di una Forza d’Attacco (Strike Force) di Malta, formazione che doveva interdire i convogli dell'Asse. Alla 5ª Flottiglia Cacciatorpediniere del comandante Lord Louis Mountbatten fu poi ordinato di fondersi con la flotta di Mack per aumentare il suo potere d’attacco. I cacciatorpediniere HMS Jackal, Kashmir, Kipling, Kelly, Kelvin e Jersey erano parte della flotta di Mountbatten. Gli incrociatori HMS Dido e Gloucester accompagnavano le navi come parte della formazione. La forza d’attacco ebbe un notevole successo, che giustificava l’essere basata a Malta nonostante il pericolo di attacchi aerei. Il 21 maggio fu inviata a partecipare alla battaglia di Creta, e passarono diversi mesi prima che la forza d’attacco, sfinita, ritornasse a Malta.
Altri successi furono ottenuti dai convogli destinati a Malta: un convoglio urgente da Gibilterra ad Alessandria (Operation Tiger) coincise con rinforzi per la Mediterranean Fleet, due piccoli convogli dall'Egitto a Malta ed altri 48 Hurricane raggiunsero Malta in volo, via HMS Ark Royal e HMS Furious, nel corso della Operation Splice, con la sola perdita della SS Empire Song, che colpì una mina ed affondò con 10 caccia Hurricane e 57 carri armati a bordo. Il convoglio Tiger trasportò 295 carri armati Matilda II, nuovi carri Crusader e 24 000 tonnellate di petrolio per le operazioni in Nordafrica, arrivando a destinazione il 12 maggio. Le squadriglie tedesche I, II e III; StG 1 lanciarono un attacco molto determinato contro il Tiger e Malta, ma senza risultati.

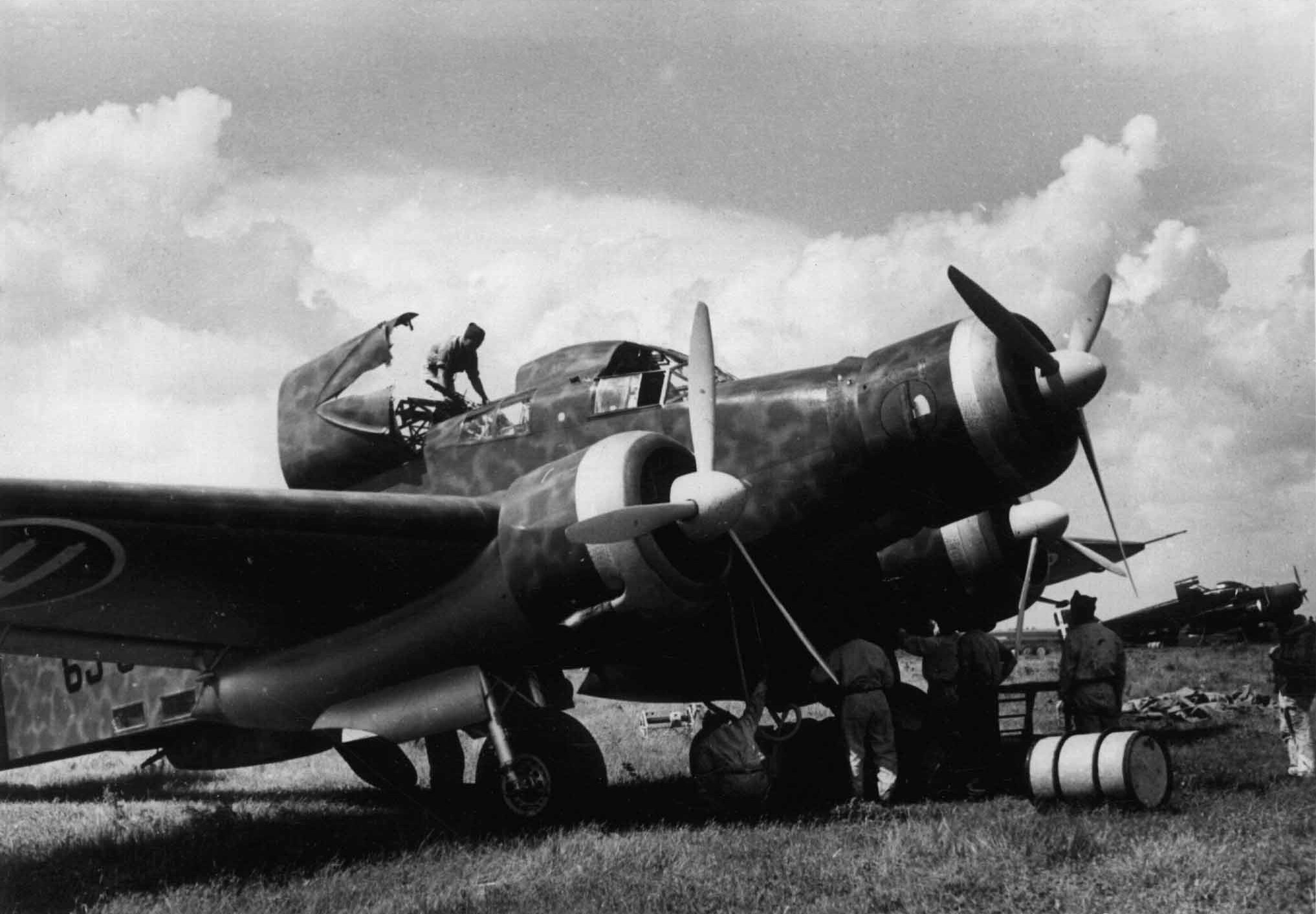
Un bombardiere italiano S.M.79 mentre viene riarmato in una base siciliana

Le forze aeree dell'Asse mantennero la superiorità dell'aria; Hitler ordinò al Fliegerkorps X di proteggere i trasporti dell'Asse, impedire che le navi alleate passassero attraverso il Mediterraneo centrale e neutralizzare Malta come base alleata. Circa 180 aerei tedeschi e 300 italiani eseguirono l'operazione e la RAF lottò per fare più di 6-8 sortite di caccia. Nel corso di sporadici tentativi, 12 Hurricane furono fatti volare fino a Malta decollando da portaerei britanniche, ma i rimpiazzi furono presto esauriti. A metà maggio, il Mediterraneo centrale fu nuovamente chiuso al trasporto alleato e il DAK in Nordafrica fu in grado di ricevere rinforzi, perdendo sulla via di percorrenza solo il 3% dei suoi rifornimenti, personale e attrezzature. Dall'11 aprile al 10 maggio furono eseguite 111 incursioni dell’Asse contro gli impianti militari di Malta: la maggior parte delle apparecchiature pesanti al Porto Grande fu distrutta ed i bacini di carenaggio poterono essere gestiti solo a mano. L'efficienza della maggior parte delle officine fu ridotta al 25-50%.
Durante i primi quattro mesi di operazioni tedesche, la Luftwaffe sganciò su Malta 2 500 tonnellate di esplosivo ad alto potenziale. Era molte volte più del quantitativo precedentemente sganciato dagli italiani, ma ben al di sotto dell'ammontare dell’anno successivo. Più di 2 000 edifici civili furono distrutti, a differenza dei soli 300 vittime dell'assedio italiano. Le vittime civili furono poche e dopo il bombardamento della HMS Illustrious, la maggior parte dei civili si trasferì in un ambiente più sicuro in campagna: nel maggio del 1941, quasi 60 000 persone avevano lasciato le città, di cui circa 11 000 persone (2/3 della popolazione) lasciò La Valletta. Gli inglesi si erano concentrati sulla protezione degli obiettivi militari e ben pochi rifugi erano disponibili per i civili. Alla fine, 2 000 minatori e muratori furono reclutati per costruire rifugi pubblici, ma la retribuzione era scarsa: i minatori minacciarono di scioperare e furono minacciati di reclutamento forzato nell'esercito. I lavoratori capitolarono, ma si misero all'opera in modo estremamente lento, triplicando i costi del lavoro.

### Ritiro tedesco
In aprile Hitler fu costretto ad intervenire nei Balcani, cosa che portò alla campagna omonima, anche conosciuta come l'invasione tedesca della Jugoslavia, che comprendeva la battaglia della Grecia (Operazione Marita). La successiva Battaglia di Creta e le pesanti perdite tedesche qui subite convinsero Hitler che gli attacchi dall'aria dietro le linee nemiche, usando i paracadutisti, non erano più fattibili a meno che non si fosse certi del fattore sorpresa: egli riconobbe che le possibilità di successo di una tale operazione aerea erano basse. Hitler mantenne la parola: le forze aeree tedesche non intrapresero più tali operazioni. Questa decisione ebbe importanti conseguenze per Malta, poiché indicò che da parte dell'Asse l'isola era solo più a rischio di assedio, non di invasione. Quando, nel mese di giugno, Hitler attaccò l'Unione Sovietica con l'Operazione Barbarossa, il Fliegerkorps X partì per il Fronte Orientale e la Regia Aeronautica fu lasciata da sola per continuare nei mesi a seguire la sua efficacissima campagna aerea contro Malta. Geisler, che comandava i resti del Fliegerkorps X, poteva contare solo sugli aerei posamine del Kampfgeschwader 4 (KG 4) e di Ju 87 in operazioni notturne. Le questioni di approvvigionamento andavano male, per cui la piccola forza tedesca rimasta fu costretta ad abbandonare le operazioni il 22 aprile 1941. Entro il maggio del 1941, la Luftwaffe aveva compiuto 1 465 missioni di bombardamento, 1,144 di caccia e 132 missioni di ricognizione, a fronte di sole 44 perdite. Le squadriglie III./ Kampfgeschwader 30 (KG 30) e III./ Lehrgeschwader 1 (KG 1) eseguirono sporadici attacchi notturni durante il mese di aprile.

## Contrattacco alleato (aprile-ottobre 1941)

### Hugh Lloyd
Il 1º giugno, il vice maresciallo dell’aria Forster Maynard, Air Officer Commanding (comandante aereo) di Malta, fu sostituito dall'Air Commodore Hugh Lloyd. Quando arrivò sull'isola, Lloyd trovò ben poco da poter fare. Tuttavia aveva tutte le intenzioni di prendere l'offensiva. Fuori dal suo ufficio, nella sede sotterranea delle Lascaris War Rooms, appese un cartello:
(Air Commodore Hugh Lloyd (Malta, 1941))
In poche ore Lloyd aveva già fatto un giro di ispezione sugli aeroporti e sulle principali officine di Kalafrana. Dal punto di vista militare, lo stato dell'isola era peggiore di quanto si aspettava: il rallentamento dell'attività aerea tedesca aveva permesso di aumentare il numero di aerei, ma la RAF aveva ancora meno di 60 macchine di tutti i tipi. Inoltre, la manutenzione era difficile: quasi nessun pezzo di ricambio era disponibile. I ricambi dovevano essere ricostruiti ricercando fra i detriti di relitti o mediante cannibalizzazione di velivoli intatti. Inoltre, anche gli impianti aeroportuali erano troppo piccoli; non c'erano attrezzature pesanti con cui lavorare; e anche i tipi più comuni di attrezzi, come martelli e chiavi, erano impossibili da trovare. Tutto il rifornimento doveva essere fatto a mano da singoli barili. Anche i ricoveri erano inadeguati, quindi c'era ben poca protezione per le attrezzature. La maggior parte degli aerei erano stati raggruppati su piste aperte, offrendosi come golosi obiettivi. A Kalafrana tutti gli edifici erano vicini e al di sopra del terreno. L'unico impianto di riparazione di motori di Malta era situato proprio accanto agli unici banchi di prova. Lo stesso Lloyd disse:
(Air Commodore Hugh Lloyd (Malta, 1941))
Normalmente, la protezione delle difese aeree e delle risorse navali sull'isola avrebbe avuto la priorità. Certamente portare più rifornimenti avrebbe avuto un significato più strategico, prima di rischiare di andare avanti all'offensiva e di conseguenza suscitare la rabbiosa reazione del nemico. Ma quel periodo era ricco di eventi. In Nordafrica, il DAK era in movimento e Rommel stava pressando il suo esercito verso il Canale di Suez e Alessandria in Egitto. Le forze della RAF su Malta non potevano permettersi di restare inattive. Avrebbero potuto impedire l'avanzata di Rommel, o almeno rallentarlo, colpendo le linee di rifornimento. Malta era l'unico luogo da cui gli aerei britannici di attacco avrebbero potuto lanciare i loro raid.
I bombardieri di Lloyd e una piccola flottiglia di sommergibili erano le uniche forze disponibili per mettere in pericolo le linee di approvvigionamento di Rommel fino all'autunno. Solo allora le flotte di superficie tornarono a Malta per sostenere l'offensiva.

### Rafforzamento degli Alleati
Ad eccezione del carbone, fu accumulata una riserva di 8-15 mesi di foraggio, kerosene e di forniture civili essenziali. L’Operazione Substance fu particolarmente efficace nel luglio 1941. i rifornimenti comprendevano ricambi e aeromobili: adesso erano disponibili circa 60 bombardieri e 120 Hurricane. Alla fine, circa 65 000 tonnellate raggiunsero finalmente in Malta nel mese di luglio, nonostante i pesanti danni inflitti dalla Marina italiana e dalle forze aeree. Nessun rifornimento fu inviato in agosto, ma l'Operazione Halberd nel settembre 1941 portò 85 000 tonnellate di rifornimenti, spedite da nove navi mercantili scortate da una portaerei, cinque incrociatori e 17 cacciatorpediniere. Una sola nave da carico, la Imperial Star, fu affondata e la corazzata HMS Nelson fu danneggiata da un siluro. Questo convoglio si rivelò fondamentale per il salvataggio di Malta, poiché i suoi rifornimenti furono ritenuti essenziali quando i tedeschi tornarono a dicembre.

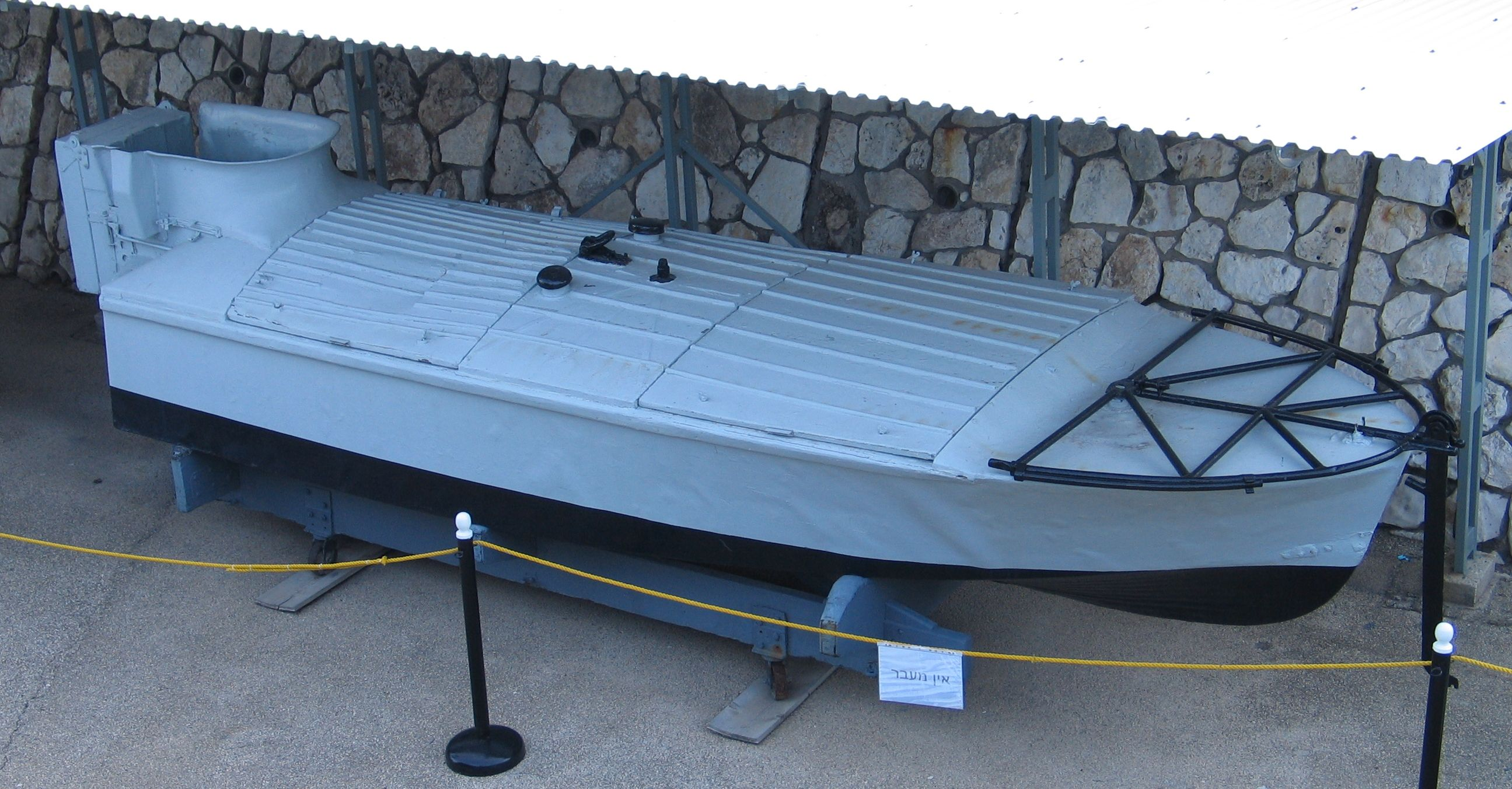
Un barchino esplosivo M.T.M. (Motoscafo Turismo Modificato) conservato al museo di Haifa

A metà del 1941 furono formate nuove squadriglie, 185° e 126°, ed i difensori di Malta ricevettero i primi Hurricane IIC muniti di cannoni. Le portaerei fecero arrivare in volo un totale di altri 81 caccia in aprile-maggio. Entro il 12 maggio c'erano 50 Hurricane sull'isola. Il 21 maggio arrivò il 249° Squadron RAF, prendendo il posto del 261°. Il 46° Squadron arrivò a giugno, per essere rinumerato 126° Squadron. Nel maggio 1941, 47 Hurricane furono fatti volare fino all’isola. Da maggio a dicembre, le prime unità di Bristol Blenheim (113° e 115° Squadron RAF) cominciarono ad arrivare, come altre unità di Bristol Beaufighter, i 252° e 272° Squadrons. Malta era ora utilizzata come base per i rifornimenti dell'Egitto. Tra luglio e dicembre 1941, 717 caccia RAF passarono tramite Malta e 514 partirono per il Nordafrica. Ai primi di agosto, Malta aveva 75 caccia e 230 cannoni antiaerei. Anche i bombardieri Bristol Blenheim si unirono ai difensori ed iniziarono le operazioni offensive.
Oltre a prepararsi per operazioni offensive e rafforzare la RAF sull'isola, Lloyd risolse anche molte delle carenze. Migliaia di soldati maltesi e 3 000 soldati britannici furono addestrati per proteggere meglio gli aeroporti. Anche il personale tecnico, gli impiegati e gli equipaggi di volo diedero una mano quando fu richiesto. Furono costruite piste aggiuntive, le officine di riparazione furono spostate sottoterra, invece che in pontili e aeroporti. I rifugi sotterranei furono creati anche nella convinzione che la Luftwaffe sarebbe presto tornata. Il 26 luglio, un attacco notturno fu condotto da veloci barchini esplosivi italiani dell'unità d'élite Decima Flottiglia MAS. La forza d'attacco fu scoperta anticipatamente da un impianto radar britannico e l'artiglieria costiera a Fort Saint Elmo aprì il fuoco sugli italiani. Nell'attacco, 15 uomini furono uccisi e 18 catturati, e la maggior parte delle imbarcazioni furono perse. Un barchino M.T.M. colpì il ponticello di Saint Elmo, che crollò. Il ponte non fu mai restaurato: solo nel 2012 ne fu costruito uno nuovo.

### Offensiva alleata

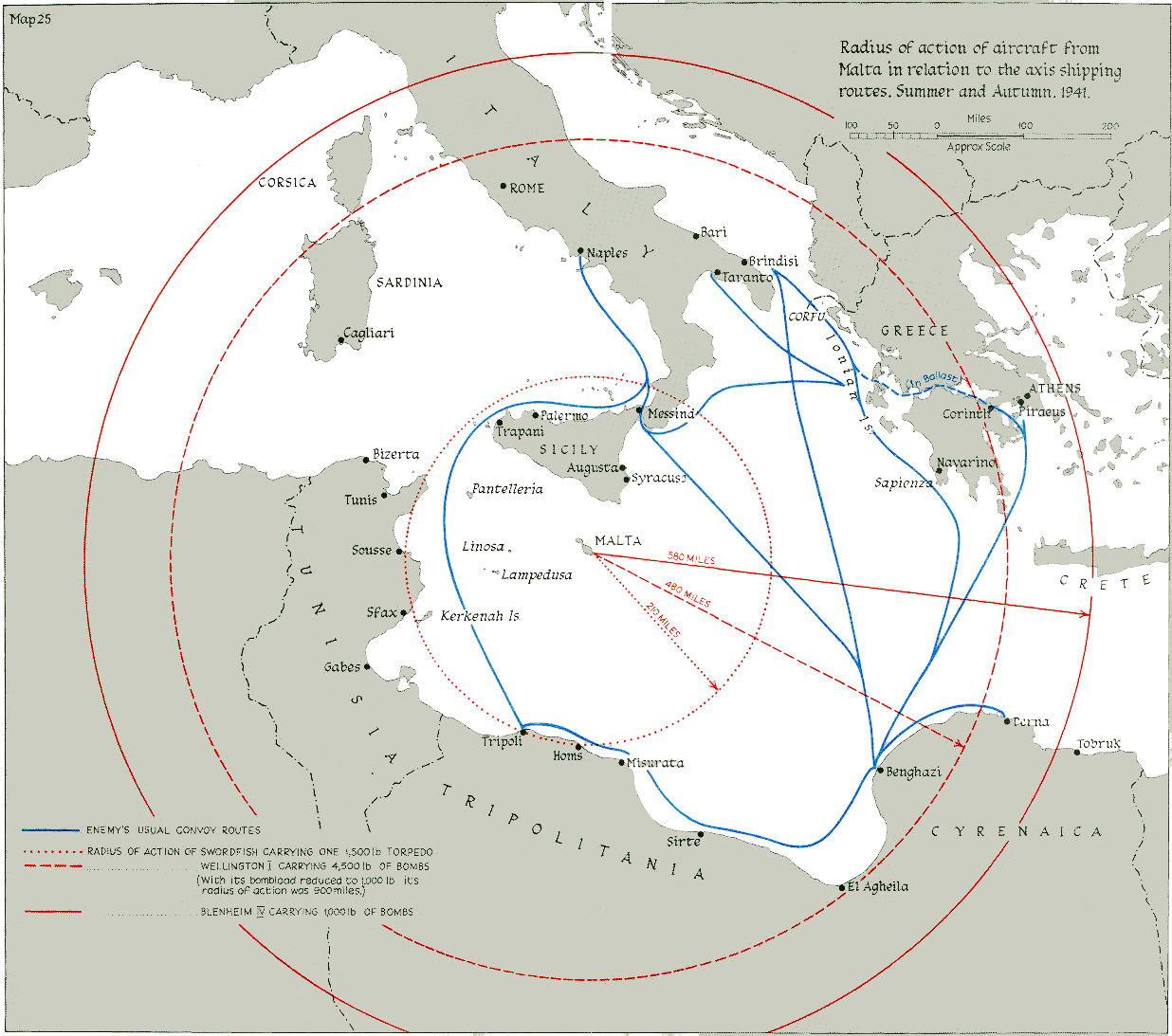
Raggio d'azione degli aerei alleati operanti da Malta in relazione alle rotte di trasporto dell'Asse (estate ed autunno 1941)

Gli Alleati furono in grado di lanciare operazioni offensive da Malta e circa il 60% dei trasporti dell’Asse fu affondato nella seconda metà del 1941. Il DAK ed i suoi alleati avrebbero avuto bisogno di 50 000 long tons (45 000 tonnellate) di rifornimenti al mese ma non avevano ricevuto molto, e di conseguenza non riuscirono a resistere ad una forte contro-offensiva da parte delle forze britanniche (Operazione Crusader). A luglio 62,276 tonnellate di rifornimenti furono sbarcate dall'Asse, metà di questa cifra a giugno. Nel settembre 1941, l'830° Naval Air Squadron affondò o danneggiò le navi Andrea Gritti (6 338 tonnellate) e Pietro Barbaro (6 330 tonnellate). Le intercettazioni di Ultra scoprirono che furono perse 3 500 tonnellate di bombe aeree, 4 000 tonnellate di munizioni, 5 000 tonnellate di cibo, un'intera officina per carri armati, 25 motori per Bf 109 e 25 recipienti di refrigerante di glicolo per i loro motori. Nel mese successivo ci furono altri successi, anche se le perdite britanniche provocate dal fuoco antiaereo delle navi italiane erano spesso pesanti.
Una delle ragioni per cui gli inglesi subirono pesanti perdite fu la difficoltà di bombardare accuratamente. Lloyd chiese ai suoi bombardieri di attaccare all'altezza dell'albero delle navi avversarie, aumentando la precisione, ma rendendoli un più facile bersaglio per le difese antiaeree italiane. Le perdite superarono il 12% durante questo periodo. Le squadriglie 38° Squadron, 40° Squadron e 104° Squadron, dotate di bombardieri Wellington, colpirono i convogli dell'Asse a Tripoli. Di concerto con i sottomarini della Royal Navy, la RAF e la FAA affondarono 108 navi dell'Asse (300 000 Gross Register Tons) tra giugno e settembre. Nel mese di settembre, un terzo delle 96 000 tonnellate di materiale spedito fu perso per causa dei sottomarini britannici e degli attacchi aerei.
Parte della ragione di questo risultato favorevole nel novembre 1941 fu l'arrivo della Forza K della Royal Navy, che durante la battaglia del Convoglio di Duisburg affondò tutte le navi, il che praticamente bloccò i porti libici. Subito dopo, la Forza K fu rafforzata dall'arrivo in Malta il 27 novembre della Forza B con gli incrociatori leggeri HMS Ajax e Neptune ed i cacciatorpediniere di classe K HMS Kimberley e Kingston il 27 novembre. Le operazioni congiunte con la RAF erano così efficaci che nel novembre 1941 le perdite di carburante dell'Asse ammontavano a 49 365 tonnellate su 79 208. Tra gli autori dell'affondamento della spedizione dell'Asse c’erano il 828° Naval Air Squadron, il 830° Naval Air Squadron, la 10ª Flottiglia navale britannica ed il 69° Squadron che pedinò i convogli con i suoi velivoli Maryland. I voli speciali dei Wellingtons della RAF dotati di radar aria-superficie (ASV) furono importanti per le operazioni della Forza K e le informazioni dal centro di intelligence Ultra informarono Malta sui movimenti dei convogli dell'Asse. Il Comando RAF di Malta avrebbe poi inviato gli ASV-Wellington per rastrellare il mare e dirigere le forze navali britanniche sul convoglio.
Il 13 novembre la portaerei HMS Ark Royal - tornata a Gibilterra dopo il trasporto di aerei a Malta - fu affondata da un U-Boat tedesco. Dodici giorni dopo, la corazzata HMS Barham fu affondata da un altro U-Boat, seguito il 15 dicembre dall’incrociatore leggero HMS Galatea. Il 19 dicembre le navi provenienti da entrambe le forze si trovarono in un campo minato mentre inseguivano un convoglio italiano. I danni causati dalle mine affondarono l'incrociatore HMS Neptune e danneggiarono l'incrociatore HMS Aurora. Anche il cacciatorpediniere HMS Kandahar saltò su una mina durante il tentativo di assistere il Neptune. Il Kandahar fu affondato il giorno dopo, perché irrecuperabile, dal cacciatorpediniere HMS Jaguar. In seguito a questo disastro ed a causa di una ripresa del bombardamento aereo dell'Asse di Malta, nel gennaio 1942 le unità di superficie furono ritirate dal Mediterraneo centrale.
Mentre i bombardamenti italiani continuavano a dimostrare successi nei confronti degli inglesi, la Luftwaffe tornò in forze nel dicembre 1941 per rinnovare i bombardamenti intensivi. La Kriegsmarine inviò quasi la metà di tutti gli U-Boat tedeschi che operavano nell’Oceano Atlantico in Mediterraneo per sostenere lo sforzo contro Malta; entro il 15 dicembre, la metà di questi battelli erano già nel Mediterraneo, o in viaggio, dovendo sfidare la RAF e la marina inglese con sede a Gibilterra. Fino al ritorno della Luftwaffe su Malta, le difese della RAF avevano sostenuto di aver abbattuto 199 velivoli da giugno 1940 - dicembre 1941, mentre le perdite erano state almeno 90 Hurricane, tre Fairey Fulmar e un Gladiator in combattimento aereo, più dieci Hurricane ed un Gladiator distrutti in incidenti e molti altri distrutti a terra. Otto Maryland, altri due aerei, tre Beaufighters, un caccia Blenheim e molti bombardieri erano stati persi. Il 185° Squadron dichiarava 18 aerei distrutti, sette vittorie probabili e 21 danneggiati a fronte di 11 uccisi o dispersi. Tra queste perdite vi era il capo squadrone Peter “Boy” Mould. Le perdite effettive dell’Asse furono pari a 135 bombardieri (80 tedeschi) e 56 caccia più un certo numero di altri aerei.

## Il ritorno della Luftwaffe (dicembre 1941 - agosto 1942)

### Kesselring (OB Süd)
Nel giugno 1941, Geisler era stato spostato in Libia per sostenere la DAK nella Campagna del Nordafrica. Nel Mediterraneo e su Malta, gli Alleati si ripresero ed iniziarono operazioni offensive contro i trasporti dell’Asse che portavano rifornimenti in Libia. Le crescenti perdite nel trasporto dei rifornimenti influenzarono la capacità di Geisler di sostenere Erwin Rommel e le sue forze, il che causò tensioni tra la Wehrmacht e la Luftwaffe. Geisler sarebbe dovuto ritornare in Sicilia con le sue forze aeree rimanenti per risolvere il problema, tuttavia i tedeschi fecero marcia indietro, nonostante le proteste italiane.
Il 6 ottobre Geisler estese le sue responsabilità nel settore aereo per coprire la via marittima Tripoli-Napoli per cercare di limitare le perdite. Il 2 ottobre, Hermann Göring, comandante in capo della Luftwaffe incontrò il suo omologo Francesco Pricolo, della Regia Aeronautica, per discutere i rinforzi. Hans Jeschonnek, capo dello staff di Göring, suggerì l'invio in Sicilia della Luftflotte 2 ed il suo comandante Albert Kesselring, dal fronte orientale. Göring concordò, e fu disposto a inviare il 16° Gruppen in Sicilia, prevedendo un collasso sovietico ad est, ed il Fliegerkorps II (Bruno Loerzer) arrivò nel gennaio del 1942, con Kesselring come Oberbefehlshaber Süd (OB Süd, Comandante in Capo del Sud) da 1º dicembre 1941.

### Pressione tedesca ed arrivo degli Spitfire

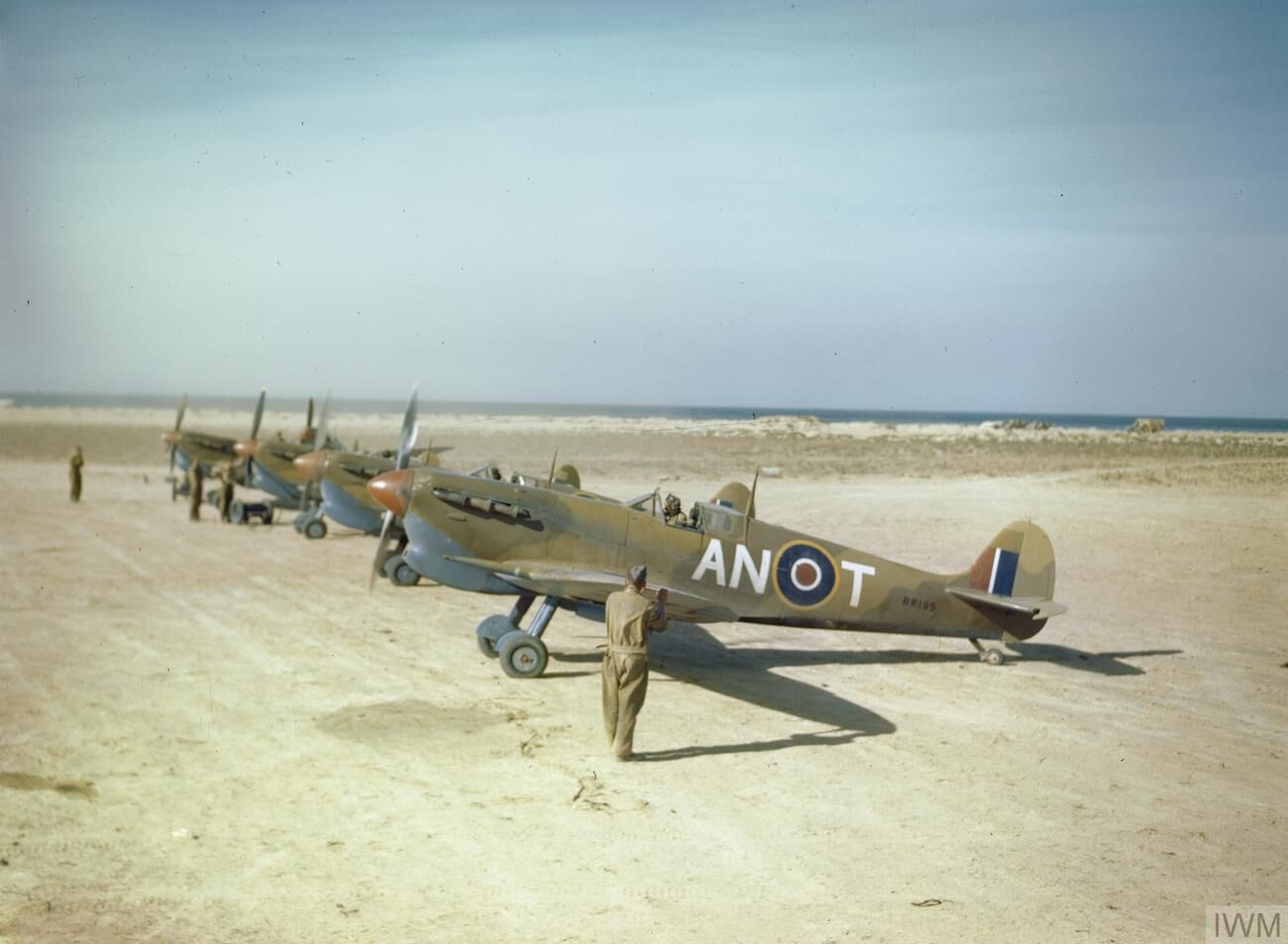
Spitfire Vc (trop) in Nordafrica. Lo Spitfire arrivò a Malta nel marzo 1942, diventando il principale caccia della RAF

Dei Messerschmitt Bf 110s e dei caccia notturni Ju 88 dal Zerstörergeschwader 26 (ZG 26, o 26ª Squadriglia Distruttori) e Nachtjagdgeschwader 1 (NJG 1 o 1ª Squadriglia caccia notturna), furono fatti volare in Sicilia per sostenere il Fliegerkorps II. Essi eliminarono rapidamente la forza d’attacco di Malta, che era al di là del raggio d’azione dei suoi caccia di scorta, mentre era sul Mediterraneo. Nei primi due mesi, circa 20 bombardieri e aerei da ricognizione della RAF furono abbattuti. Il successo contro le spedizioni dell’Asse era presto evaporato. L'unico trionfo notevole fu l'affondamento della nave mercantile Victoria da 13 089 tonnellate, uno dei mercantili più veloci, da parte di un Fairey Albacore dell'826° Squadron, pilotato dal tenente Baxter Ellis, il 23 gennaio.
Sull'isola, anche il braccio difensivo della RAF fu messo ben presto sotto pressione. Kesselring cominciò il 1942 con un raid il giorno di Capodanno, che fu il 1 175° della guerra. Nel mese di gennaio la RAF perse 50 Hurricane a terra ed altri 8 abbattuti in combattimento. Dei 340 caccia che erano passati o soggiornato sull'isola dall'inizio della guerra, ne rimanevano soltanto 28. L'Asse condusse 263 incursioni in quel mese, rispetto alle 169 di dicembre 1941. Il Fliegerkorps II stava riprendendosi dalle sue perdite in Unione Sovietica, e poté contribuire con soli 118 aerei nel mese di gennaio, ma che crebbero a 390 a marzo, raggiungendo un picco di forza di 425 velivoli.
Un terzo di tutti i raid erano diretti contro gli aeroporti. A Ta' Qali furono sganciate 841 tonnellate di bombe; poiché i tedeschi credevano che i britannici operassero da un hangar sotterraneo, usarono bombe razzo PC 18000RS Panther. La loro tattica consueta comportava una “spazzata” da parte dei caccia tedeschi prima del passaggio dei bombardieri, per ripulire i cieli. Questo funzionò, e la superiorità aerea fu mantenuta. Solo lievi perdite furono subite dai bombardieri. Una perdita significativa fu quella del Geschwaderkommodore del KG 77, Arved Crüger. Circa il 94% degli attacchi furono fatti alla luce del giorno e gli italiani sostennero la Luftwaffe effettuando 2 455 sortite in febbraio e marzo.
Dobbie ed i comandanti navali ed aerei britannici chiesero di inviare a Malta aerei moderni, in particolare lo Spitfire. L'AOC (Ammiraglio in Capo) del Medio Oriente, Arthur Tedder, inviò il Group Captain Basil Embry a Malta per valutare la situazione. I piloti dissero ad Embry che gli Hurricane erano inutili e che lo Spitfire era la loro unica speranza. Essi sostennero che i tedeschi facevano volare appositamente i loro Bf 109Fs di fronte agli Hurricane per mostrare la superiorità delle prestazioni dei loro caccia. Gli Squadron Leader sostennero che l'inferiorità dei loro velivoli stava influenzando negativamente il morale degli equipaggi:
(Squadron Leader Stan Turner al Comandante in Capo, Sir Hugh Lloyd - Malta, 1942)
A fronte di queste fondatissime insistenze Embry accettò e raccomandò che fossero inviati degli Spitfire; gli aerei di questo tipo cominciarono ad arrivare nel marzo 1942.

### Il piano di invasione dell’Asse

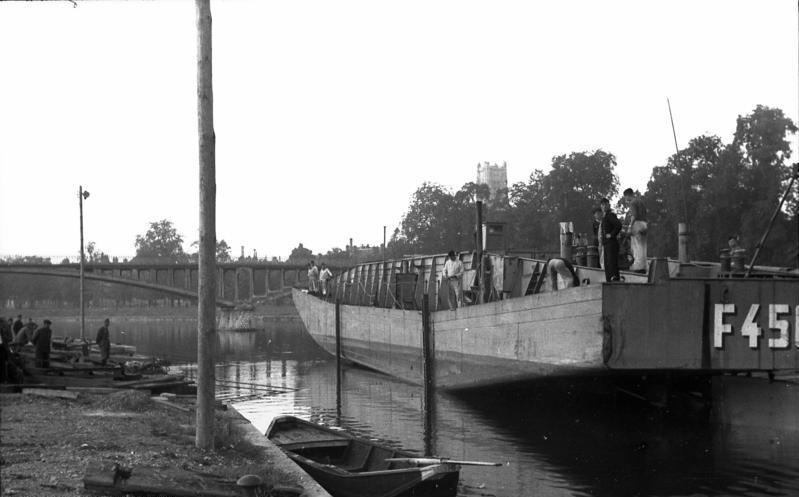
Un mezzo da sbarco tedesco, che integrava i mezzi da sbarco di costruzione italiana destinati all'invasione di Malta

Il 29-30 aprile 1942, un piano per l'invasione dell'isola, predisposto dal Comando Supremo italiano,  fu approvato da Adolf Hitler e Benito Mussolini durante una riunione a Berchtesgaden. Si prevedeva un assalto aereo con una divisione aerotrasportata tedesca ed una italiana, sotto il comando del generale tedesco della Luftwaffe Kurt Student. Questo sarebbe stato seguito da uno sbarco navale di fanteria di marina, seguito da due o tre divisioni di fanteria, protette dalla Regia Marina.
Gli italiani, in accordo con Kesselring, fecero dell'invasione di Malta la priorità nella regione. Tuttavia, due fattori principali convinsero Hitler a non dare via libera all'operazione C3 (Herkules per i tedeschi): 
- il primo derivava da Erwin Rommel. A causa della martellante azione di Kesselring sull'isola, le linee di rifornimento verso il Nordafrica erano state garantite. Egli era così in grado di ottenere ancora una volta la supremazia in quel teatro di operazioni. Anche se Rommel riteneva che Malta dovesse essere invasa, insisté che la priorità era la conquista dell'Egitto e del canale di Suez, non di Malta.
- il secondo proveniva dallo stesso Hitler: dopo la sanguinosa battaglia di Creta nel maggio-giugno del 1941, Hitler era molto titubante sull'utilizzo di paracadutisti per invadere l'isola, dato che la campagna di Creta era costata a quest’arma pesanti perdite, per cui iniziò a ritardare nel prendere una decisione.

Kesselring si lamentava, quindi Hitler propose un compromesso: suggerì che se il confine con l'Egitto fosse stato raggiunto ancora una volta nei prossimi mesi (i combattimenti al momento si stavano svolgendo in Libia), l'Asse avrebbe potuto invadere Malta in luglio o agosto 1942, quando la luna piena avrebbe fornito le condizioni ideali per uno sbarco. Anche se frustrato, Kesselring fu sollevato dal fatto che apparentemente l'operazione era stata solo rinviata, piuttosto che archiviata.

### Superiorità aerea della RAF

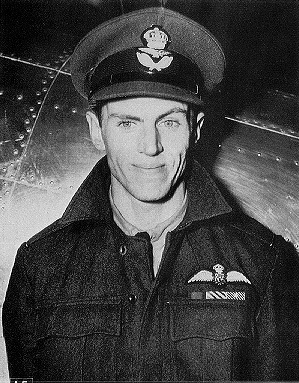
L’asso canadese della caccia George Beurling conosciuto come il "Cavaliere di Malta": abbatté 27 aerei dell'Asse in soli 14 giorni sopra i cieli di Malta durante l'estate del 1942.

Prima che gli Spitfire arrivassero, erano stati fatti altri tentativi per ridurre le perdite. Nel mese di febbraio 1942, il capo Squadron Stan Turner venne a prendere in consegna il 249° Squadron. Lloyd aveva chiesto di inviare un leader di grande esperienza di combattimento, e quella di Turner, che aveva volato sull’Europa con Douglas Bader, significava che era in grado di guidare l'unità. Egli iniziò con l'adozione di una formazione distanziata “a quattro dita” (una tattica di combattimento aereo studiata e perfezionata nel corso della Battaglia d'Inghilterra), nel tentativo di ridurre le perdite della RAF introducendo tattiche più flessibili per compensare l'inferiorità tecnica. I superati Hurricane dovevano ancora continuare a lottare contro il più recente Bf 109Fs del Jagdgeschwader 53 (JG 53) e l'italiano Macchi C.202s; anche il bombardiere Junkers Ju 88 si era dimostrato un avversario difficile.
Il 7 marzo 1942, un contingente di 16 Supermarine Spitfire Mk Vs volò a Malta decollando dalla portaerei HMS Eagle nell'ambito dell'Operazione Spotter. Un’ulteriore missione della Eagle permise di consegnare altri nove Spitfire. Le missioni Club Run (consegna di aeromobili a Malta tramite portaerei) divennero più frequenti per tutto il 1942.

Poi, la USS Wasp e la Eagle consegnarono ulteriori 47 aerei (Operazione Calendar) il 13 aprile 1942: tutti tranne uno raggiunsero l'isola. Gli Spitfire erano un terribile avversario per gli aerei dell'Asse, ma molti di quelli consegnati in marzo e aprile furono distrutti a terra e in aria, dove erano in inferiorità numerica; per cinque giorni nel mese di aprile ci fu un solo Spitfire a disposizione per difendere l'isola, per due giorni non ce ne fu nemmeno uno. I tedeschi avevano scoperto la loro consegna ed avevano fatto forti pressioni sui loro comandanti per ottenere pesanti attacchi. Il 21 aprile 1942, soltanto 27 Spitfire erano ancora in stato di efficienza, e prima di sera erano scesi a 17.
I travolgenti bombardamenti dell'Asse avevano anche sostanzialmente eroso le capacità offensive navali ed aeree di Malta. Nel marzo-aprile 1942, era chiaro che la Luftwaffe aveva raggiunto la superiorità aerea. Anche la Regia Aeronautica aveva effettuato con determinazione attacchi su Malta. Spesso, da tre a cinque bombardieri italiani volavano a quota molto bassa sui loro obiettivi e rilasciavano le loro bombe con precisione, a prescindere dagli attacchi della RAF e dal fuoco da terra.
Insieme al vantaggio in aria, i tedeschi scoprirono presto che i sottomarini britannici operavano dall’isola Manoel, non da Porto Grande, e sfruttarono la loro superiorità aerea per eliminare quella minaccia. La base fu attaccata, i battelli dovettero trascorrere la maggior parte del loro tempo sommersi e le residenze circostanti, dove gli equipaggi avevano goduto di brevi periodi di riposo, furono abbandonate. La posa di mine da parte di aerei dell’Asse causò anche un aumento costante di perdite di sottomarini. Alla fine del mese di marzo 1942, 19 sottomarini erano andati perduti. L'efficacia degli attacchi aerei contro i mezzi navali alleati era evidente nei registri navali italiani. Nel mese di aprile, ben 150,389 tonnellate di rifornimenti inviati in Nord Africa dall’Italia raggiunsero la loro destinazione, su un totale di 150 578 La strategia di Hitler di neutralizzare Malta con un assedio sembrava funzionare. Kesselring riferì al Comando Supremo tedesco che "Non c'è più niente da bombardare.". La determinazione dello sforzo dell'Asse contro Malta è indicata dalle sortite effettuate: tra il 20 marzo e 28 aprile 1942, i tedeschi ne effettuarono 11 819 contro l'isola e sganciarono 6 557 tonnellate di bombe (di cui 3 150 tonnellate su La Valletta). I tedeschi persero 173 velivoli in quelle operazioni.
Gli Alleati si diedero da fare per aumentare il numero di Spitfire sull'isola. Il 9 maggio, Wasp ed Eagle consegnarono altri 64 Spitfire (Operazione Bowery). Malta ora aveva cinque squadroni completi di Spitfire, gli Squadron N° 126, 185, 249, 601 e 603. L'impatto bellico dello Spitfire era evidente: il 9 maggio, gli italiani annunciarono 37 perdite dell’Asse; il 10 maggio, l'Asse perse 65 aerei, distrutti o danneggiati in grandi battaglie aeree su tutta l'isola. Gli Hurricane furono in grado di concentrarsi sui bombardieri ed i bombardieri in picchiata dell'Asse ad altezze inferiori, mentre gli Spitfire, con il loro tasso di salita superiore, impegnavano gli aerei nemici a quote più alte. Dal 18 maggio al 9 giugno, la Eagle fece tre missioni che portarono a Malta altri 76 Spitfire. Con una tale forza stabilmente sull’isola, la RAF ebbe la potenza di fuoco necessaria per affrontare eventuali attacchi dell'Asse.
Entro la primavera del 1942, le forze aeree dell'Asse schierate contro l'isola erano alla loro massima intensità. I principali avversari per i difensori furono i 137 Bf 109Fs del JG 53 e II./JG 3 Udet e gli 80 Macchi C.202s del 4º e 51º Stormo. Gli stormi di bombardieri includevano 199 Junkers Ju 88s dei II./ Lehrgeschwader 1, II e III./ Kampfgeschwader 77, I. / Kampfgeschwader 54, e 32-40 Ju 87s. Tuttavia, durante il mese di maggio miglioramenti numerici e nuove tecniche di difesa della RAF strapparono la superiorità aerea alla Luftwaffe. Entro la fine di maggio 1942, le forze di Kesselring erano ridotte a soli 13 aerei da ricognizione utilizzabili, sei Me 110s Bf, 30 Me 109 S Bf e 34 bombardieri (principalmente Ju 88s): un totale di 83 rispetto alle diverse centinaia di aerei di soli due mesi prima.

### L’Asse bersaglia i convogli alleati

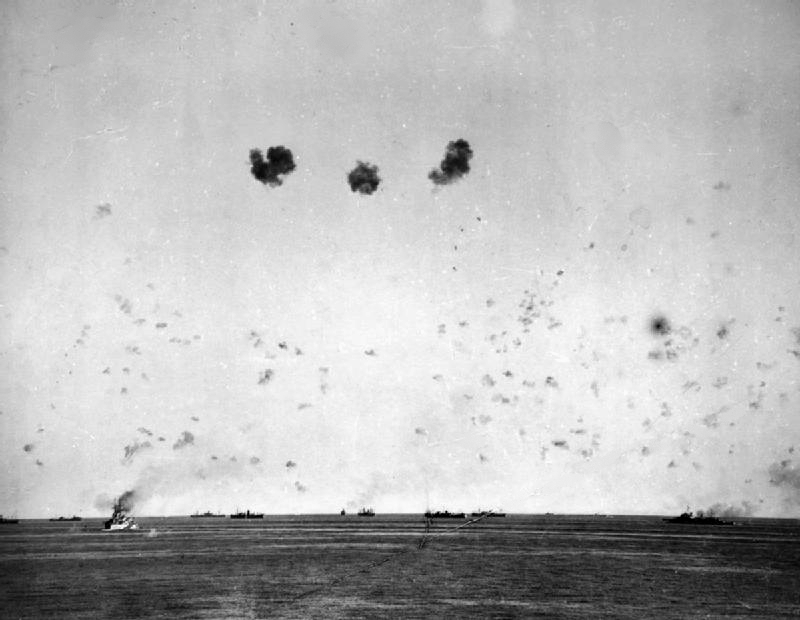
Battaglia di mezzo agosto (Operazione Pedestal) 11 agosto: una visione generale del convoglio sotto attacco aereo che mostra l'intenso fuoco di sbarramento antiaereo prodotto dalle unità di scorta. La corazzata HMS Rodney si trova sulla sinistra e l’incrociatore HMS Manchester si trova sulla destra

Dopo le battaglie di maggio e giugno, gli attacchi aerei erano stati molto ridotti in agosto e settembre. Anche se la superiorità aerea era stata nuovamente conquistata dalla RAF, la pressione tedesca aveva permesso ai convogli dell'Asse di rifornire l’Armata Corazzata Africana. Alle forze dell'Asse, Malta appariva finalmente neutralizzata come minaccia ai suoi convogli. Rommel avrebbe ora potuto guardare avanti per organizzare operazioni offensive in Nordafrica con il sostegno della Luftwaffe. Con la battaglia di Gazala avrebbe vinto una vittoria importante, mentre nella battaglia di Bir Hakeim ebbe meno successo. Anche così, sarebbe presto tornato in Egitto, per combattere ad El Alamein.
Nonostante la riduzione della pressione dal cielo diretta sulla stessa Malta, però, la situazione sull'isola era seria. Tutte le merci essenziali erano in esaurimento, in particolare cibo e acqua, poiché il bombardamento aveva distrutto pompe e tubazioni di distribuzione. Anche l’abbigliamento era difficile da trovare. Tutto il bestiame era stato macellato, e la mancanza di pelle implicava che le persone furono costrette ad utilizzare tende e pneumatici usati per sostituire abbigliamento e suole delle calzature. Anche se la popolazione civile era resistente, la minaccia della fame era molto reale. La pessima alimentazione ed insufficienti servizi igienico-sanitari portarono alla diffusione di malattie. Le razioni dei soldati furono ridotte da quattro a duemila calorie al giorno, e gli inglesi si tennero pronti a rifornire l'isola organizzando due convogli.
Nel mese di giugno, la Royal Navy intraprese l'Operazione Harpoon e l'Operazione Vigorous. Due convogli partirono per Malta, il primo da Gibilterra, il secondo da Haifa e Port Said. La mossa fu pensata per dividere le forze navali dell'Asse che avessero voluto tentare di intervenire. Lloyd (l'Ammiraglio in capo - COA), volle dare al 601° Squadron il compito di scorta aerea del convoglio. Sebbene fosse in grado di permettersi questa deviazione, avrebbe potuto mantenere attiva sul convoglio una pattuglia di soli quattro Spitfire. Se i velivoli dell’Asse avessero attaccato mentre gli aerei inglesi si stavano ritirando, questi avrebbero dovuto rimanere sul posto e combattere. L'unica alternativa all'atterraggio a Malta se i piloti fossero rimasti a corto di carburante era lanciarsi con il paracadute: i piloti avrebbero dovuto sperare di essere raccolti da qualche nave. Il convoglio orientale fu costretto a tornare indietro dopo una serie di scontri navali ed aerei, nonostante le navi britanniche avessero ancora il 20 per cento del loro munizionamento: si era ritenuto insufficiente per riuscire a farli arrivare fino a Malta. Le perdite del convoglio furono pesanti: tra le perdite britanniche c’era l'incrociatore HMS Hermione, e furono affondati anche tre cacciatorpediniere ed 11 navi mercantili. Malta mandò dei Bristol Beaufort ad ingaggiare la flotta italiana e gli U-Boat tedeschi che attaccavano il convoglio. Silurarono ed affondarono l'incrociatore pesante Trento e danneggiarono la corazzata Littorio. Due navi da carico del convoglio occidentale raggiunsero Malta ed effettuarono i rifornimenti, il che le rese le uniche navi su un totale di 17 a consegnare i loro carichi, 25 000 tonnellate di rifornimenti. Ulteriori 16 piloti di base a Malta furono persi nelle operazioni.
Nel mese di agosto, il convoglio noto come Operazione Pedestal portò un sollievo di vitale importanza all'isola assediata, ma ad un costo pesante: fu attaccato sia dal mare che dal cielo. Circa 146 Ju 88, 72 Bf 109, 16 Ju 87, 232 caccia e 139 bombardieri italiani (di cui un numero elevato di esemplari dell’aerosilurante Savoia-Marchetti S.79, altamente efficace) presero parte all'azione contro il convoglio. Delle 14 navi mercantili inviate, nove furono affondate. Inoltre, la portaerei HMS Eagle, un incrociatore e tre cacciatorpediniere furono affondati da un attacco congiunto della Marina Italiana, la Kriegsmarine e la Luftwaffe. Tuttavia, anche se l'operazione fu costosa in termini di vite e navi, fu fondamentale per portare i materiali bellici ed I rifornimenti tanto necessari. I cacciatorpediniere inglesi salvarono 950 membri dell’equipaggio della Eagle. La Regia Aeronautica aveva svolto un ruolo centrale contro il convoglio. Infatti, secondo Sadkovich ed altri, pretendere che l'offensiva aerea contro Malta fosse stato un affare puramente tedesco è fuorviante:
(James J. Sadkovitch)
Le flotte di superficie non furono l'unica fonte di rifornimento per Malta. Anche i sottomarini britannici fecero un notevole sforzo: il sottomarino HMS Clyde fu trasformato in nave di approvvigionamento subacquea. Non poteva andare in profondità o immergersi velocemente come i battelli di classe T ed U, ma riuscì a fare nove missioni di rifornimento a Malta, che era più di ogni altra imbarcazione di questo tipo. La capacità del sottomarino di trasportare grandi carichi gli permise di essere di grande valore nella campagna contro l'assedio.

### L’arrivo di Keith Park
Nel mese di luglio, Hugh Lloyd fu sollevato dal comando della RAF a Malta. Si era ritenuto che fosse necessario un uomo con esperienza di operazioni di difesa effettuate dai caccia. Per qualche ragione, il Comando dell’Aria non aveva scelto di fare ciò già da prima, quando il bombardamento cessò nel 1941, e le forze della RAF su Malta diventarono principalmente dotate di caccia, mentre lo scopo principale era cambiato in quello di difesa aerea. Il Vice Maresciallo dell'Aria Keith Park sostituì Lloyd nel ruolo di AOC (Comandante in Capo). Park arrivò il 14 luglio 1942 con un idrovolante, ammarando nel bel mezzo di un raid, nonostante il fatto che Lloyd avesse espressamente richiesto che girasse intorno al porto fino a quando non fosse stato dichiarato il cessato allarme. Lloyd convocò Park e lo redarguì per aver corso un rischio inutile.
Park aveva già affrontato Kesselring prima, durante la Battaglia d'Inghilterra. Durante quegli scontri, Park aveva auspicato l'invio di pochi caccia alla volta per incontrare il nemico in battaglia. C'erano tre ragioni fondamentali che giustificavano questo approccio: 
1. se non si fosse inviata ad impegnarsi l'intera forza tutta in una volta, in aria ci sarebbero sempre stati caccia pronti a coprire quelli a terra;
2. piccoli gruppi di aerei erano più veloci da posizionare e più facili da far spostare;
3. la conservazione della forza di caccia era critica: meno caccia erano in aria (Park sosteneva che dovessero essere 16 al massimo), più piccolo sarebbe stato il bersaglio che avrebbero offerto ad un nemico numericamente superiore.

Arrivato a Malta, Park invertì queste tattiche a causa delle diverse circostanze: avendo abbondanza di Spitfire per operare, cercò di intercettare il nemico e romperne le formazioni prima che i bombardieri raggiungessero l'isola. Fino ad allora, gli Spitfire avevano combattuto in difesa: si arrampicavano e si dirigevano a sud per guadagnare altezza, poi si voltavano per affrontare i nemici sull'isola. Ora, con un miglior radar e più rapidi tempi di decollo (da due a tre minuti) e il miglioramento del soccorso aereo in mare, era diventata possibile un’azione più offensiva. Utilizzando tre squadroni, Park chiese al primo di ingaggiare i caccia di scorta, per “sbatterli fuori” dal settore in controluce (rendendoli molto più visibili). Il secondo avrebbe dovuto colpire la scorta ravvicinata, o gli assalitori stessi, se questi fossero stati senza scorta. Il terzo avrebbe dovuto attaccare direttamente i bombardieri.
L'impatto dei metodi di Park fu immediato: il suo Forward Interception Plan (Piano d'Intercettazione Anticipata), rilasciato ufficialmente il 25 luglio 1942, costrinse l'Asse ad abbandonare le incursioni diurne dopo soli sei giorni e, a causa delle perdite subite, gli obsoleti Ju 87 furono completamente ritirati dalle operazioni sopra Malta. Kesselring rispose con l'invio di ondate di caccia ad altitudini ancora più elevate, anche per guadagnare vantaggio tattico, ma Park controbatté ordinando ai suoi caccia di non salire a quote superiori a 6 100 piedi (1 900 m). Anche se con questo rinunciava ad un considerevole vantaggio dovuto all'altezza, costrinse i Bf 109 a scendere a quote più idonee allo Spitfire che al caccia tedesco. Questi metodi avrebbero avuto grande effetto nel mese di ottobre, quando Kesselring ritornò all’attacco.

## Vittoria degli Alleati (ottobre-novembre 1942)

### Operazioni offensive britanniche

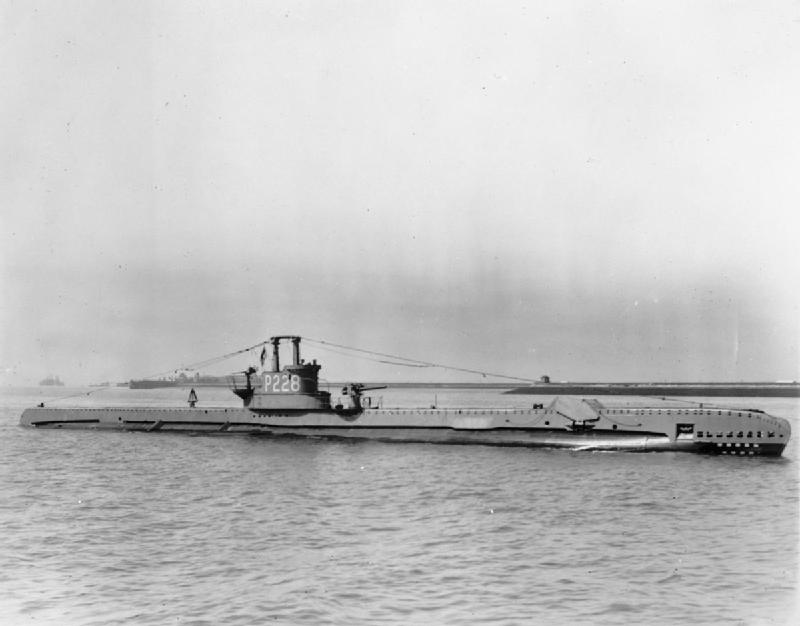
L’HMS Splendid, fotografato il 18 agosto 1942, dieci giorni dopo essere entrato in servizio

Anche se le azioni difensive della RAF e della Royal Navy dominavano la maggior parte delle operazioni, gli attacchi offensivi erano ancora in corso. Anche il 1942 fu particolarmente impressionante per le operazioni offensive: due terzi della flotta mercantile italiana era stato affondato; il 25 per cento da sottomarini britannici, il 37 per cento da aerei alleati. Alle forze dell'Asse in Nordafrica erano stati negati circa la metà dei loro rifornimenti e 2/3 del loro carburante.
I sommergibili della 10ª Flottiglia di Simpson erano costantemente di pattuglia, fatta eccezione per il periodo maggio-luglio 1942, quando Kesselring aumentò la pressione contro le loro basi, e non fu in successo facile da raggiungere. La maggior parte di loro appartenevano alla lenta Classe U, supportati dai battelli di Classe S e T nella posa delle mine.
Alcuni comandanti di sommergibili britannici divennero assi nel corso delle operazioni con base a Malta. I comandanti Ian McGeoch (al comando dello HMS Splendid), Hugh "Rufus" Mackenzie e David Wanklyn ebbero particolare successo. Il Tenente Comandante Lennox Napier affondò la petroliera tedesca Wilhelmsburg (7 020 tonnellate), che era una delle poche navi cisterna tedesche che esportavano petrolio dalla Romania. La perdita della nave portò Hitler a lamentarsi direttamente con l'Ammiraglio Karl Dönitz, confrontando sfavorevolmente la Kriegsmarine con la Royal Navy. Dönitz sostenne che non aveva le risorse per proteggere il convoglio, anche se la scorta della nave superava quella che, a quel punto nella guerra, gli Alleati avrebbero potuto permettersi di dare ad un grande convoglio nell'Atlantico. Fu una fortuna per Dönitz che Hitler non sondò più approfonditamente la gestione della difesa della nave.

Il sommergibile dimostrò di essere una delle armi più potenti nell'arsenale britannico, combattendo contro i convogli dell'Asse. Simpson, e George Phillips che lo sostituì il 23 gennaio 1943, ebbero molto successo. La stima del tonnellaggio affondato dai soli sottomarini britannici della Classe U era di 650 000 tonnellate, con altre 400 000 tonnellate danneggiate. In quel periodo, la base dell'isola, nota come HMS Talbot, fornì 1 790 siluri. Il numero di siluri lanciati dalla 10ª Flottiglia era 1 289, con un tasso di successo del 30%. Dopo la fine della guerra, il Capo di Stato Maggiore dell'Afrikakorps affermò: 
(Generalleutnant Fritz Bayerlein)
Il Wing Commander Patrick Gibbs con il suo 39° Squadron volava con i suoi Beaufort contro i convogli ed aumentò la pressione su Rommel, attaccando le sue linee di rifornimento nel mese di settembre. La posizione di Rommel era ormai critica: l'esercito in Nordafrica era a corto di rifornimenti, mentre gli inglesi rinforzavano le loro linee in Egitto prima della seconda battaglia di El Alamein: allora il generale si lamentò con l'OKW che era gravemente a corto di munizioni e carburante per l'azione offensiva. L'Asse organizzò quindi un convoglio per alleviare le sue difficoltà, ma il servizio segreto britannico Ultra intercettò le comunicazioni dell’Asse ed i ricognitori Wellingtons del 69° Squadron confermarono che l'operazione dell’Asse era reale. I Beauforts di Gibbs affondarono due navi ed uno dei sottomarini di Simpson ne affondò una terza. Rommel sperava ancora che un'altra nave cisterna, la San Andreas, sarebbe riuscita a rifornire le 3 198 tonnellate di combustibile che gli erano necessarie per la Battaglia di Alam Halfa. Rommel non aspettò che la nave attraccasse, e lanciò l'offensiva prima del suo arrivo. Invece la nave fu affondata da un attacco aereo condotto da Gibbs. Delle nove navi inviate, cinque furono affondate dalle forze di Malta. I Beaufort stavano avendo un impatto devastante sui rifornimenti di carburante dell’Asse, che allora aveva quasi esaurito le scorte. Il 1º settembre Rommel fu costretto a ritirarsi. Kesselring gli consegnò il carburante destinato alla Luftwaffe, ma questo ebbe il solo effetto di togliere alle unità aeree tedesche i mezzi per proteggere le forze di terra, aumentando così l'efficacia della superiorità aerea britannico sulla linea del fronte.
Nel mese di agosto, le forze d’attacco di Malta avevano contribuito a rendere difficile all'Asse il compito di forzare l’avanzata in Egitto. In quel mese, 1/3 dei rifornimenti ed il 41% del carburante furono persi. Nel settembre 1942 Rommel ricevette solo il 24% delle 50 000 tonnellate di rifornimenti mensili necessari per continuare le operazioni offensive. Nel mese di settembre, gli alleati affondarono 33 939 tonnellate di naviglio. Molti di questi rifornimenti dovevano essere portati via Tripoli, molti chilometri dietro il fronte. La mancanza di cibo e acqua causò un tasso di malattie del 10% fra i soldati dell’Asse
. L'offensiva aerea e subacquea britannica riuscì a fare in modo che nessun rifornimento di combustibile raggiungesse il Nordafrica nella prima settimana di ottobre 1942. Due navi che trasportavano carburante furono affondate, ed un'altra perse il suo carico, nonostante l'equipaggio fosse riuscito a salvare la nave. Mentre l'offensiva britannica ad El Alamein iniziò il 23 ottobre 1942, l'intelligence di Ultra stava facendosi un chiaro quadro della situazione disperata del carburante dell’Asse.
Il 25 ottobre, tre navi cisterna e una nave da carico che trasportava carburante e munizioni furono inviate con una forte scorta navale ed aerea, ed erano probabilmente le ultime navi in grado di raggiungere Rommel mentre era ad El Alamein. L'intelligence di Ultra intercettò la rotta pianificata per i convogli ed allertò le unità aeree di Malta. Le tre navi che trasportavano carburante furono affondate entro il 28 ottobre. Questo successo costò agli inglesi un Beaufighter, due Beaufort, tre (su sei) Blenheim ed un Wellington, ma Rommel perse il 44% dei suoi rifornimenti ad ottobre, un’enormità rispetto al 20% perso nel mese di settembre.

### L’assedio viene tolto
Nell’agosto 1942, per difendere Malta erano disponibili 163 Spitfire e 120 erano riparabili. L’11 e il 17 agosto e il 24 ottobre 1942, nell'ambito delle rispettive missioni, Operazione Bellows, Operazione Baritone ed Operazione Train, la HMS Furious portò altri 85 Spitfire a Malta. Spesso fu chiesto agli Spitfire di effettuare un volo di cinque ore e mezzo, grazie a serbatoi ausiliari di trasferimento da 170 galloni (650 litri). I serbatoi di trasferimento, combinati con un serbatoio da 29 galloni (110 litri) nella fusoliera posteriore, portavano la capacità del serbatoio ad un totale di 284 galloni (1 075 litri).
Malgrado il fatto che i convogli alleati riuscissero a raggiungere Malta, quel mese fu terribile come qualsiasi altro, combinando bombardamenti e scarsità di cibo. In risposta alla minaccia che Malta era ormai in grado di porre alle linee di rifornimento dell'Asse, la Luftwaffe rinnovò i suoi attacchi contro l'isola nel mese di ottobre 1942. Accorgendosi che la battaglia più critica in Nordafrica si stava avvicinando (seconda battaglia di El Alamein), Kesselring organizzò il Fliegerkorps II in Sicilia per neutralizzare la minaccia maltese una volta per tutte. L'11 ottobre i difensori furono dotati in massa di Spitfire Mk VB / C. In più di 17 giorni, la Luftwaffe subì la perdita di 34 Ju 88 e di 12 109s Bf distrutti più altri 18 danneggiati. Le perdite della RAF furono pari a 23 Spitfire abbattuti e 20 distrutti in atterraggio. I britannici persero 12 piloti. Il 16 ottobre fu chiaro a Kesselring che i difensori erano troppo forti, così interruppe l'offensiva: la situazione in Nordafrica richiedeva il supporto aereo tedesco, quindi l'offensiva di ottobre segnò l'ultimo grande sforzo da parte della Luftwaffe contro Malta.
Le perdite svuotarono le forze aeree dell'Asse, che non potevano più offrire il supporto aereo necessario in prima linea. La situazione sull'isola era ancora seria all'inizio di novembre, ma la vittoria di Park nella battaglia aerea fu presto seguita dalla notizia di un grande successo al fronte: ad El Alamein in Nordafrica i britannici avevano sfondato il fronte terrestre, ed entro il 5 novembre stavano avanzando rapidamente verso ovest. Poco dopo raggiunse Malta la notizia dell’Operazione Torch, lo sbarco alleato dell'8 novembre nel Marocco francese e nell’Algeria francese di Vichy. Circa 11 giorni dopo, la notizia del contrattacco sovietico durante la Battaglia di Stalingrado aumentò ancora di più il morale. La misura di quanto Malta beneficiò dei successi in Nordafrica divenne evidente quando un convoglio (Operazione Stoneage) raggiunse Malta da Alessandria il 20 novembre, praticamente illeso. Questo fatto viene considerato come la fine dell'assedio di due anni a Malta. Il 6 dicembre, un altro convoglio di rifornimenti sotto il nome in codice Operazione Portcullis raggiunse Malta senza subire perdite. Dopo questo fatto, le navi salparono direttamente verso Malta senza più formare convogli. La cattura di aeroporti nel Nordafrica ed il vantaggio di avere la protezione aerea per tutto il tragitto verso l'isola permisero alle navi di consegnare 35 000 tonnellate. Ai primi di dicembre arrivarono altre 55 000 tonnellate. L'ultimo raid aereo su Malta si è verificò il 20 luglio 1943: era il 3 340° allarme dal venerdì 11 giugno 1940.

## Perdite

### Perdite alleate

#### Navi da guerra

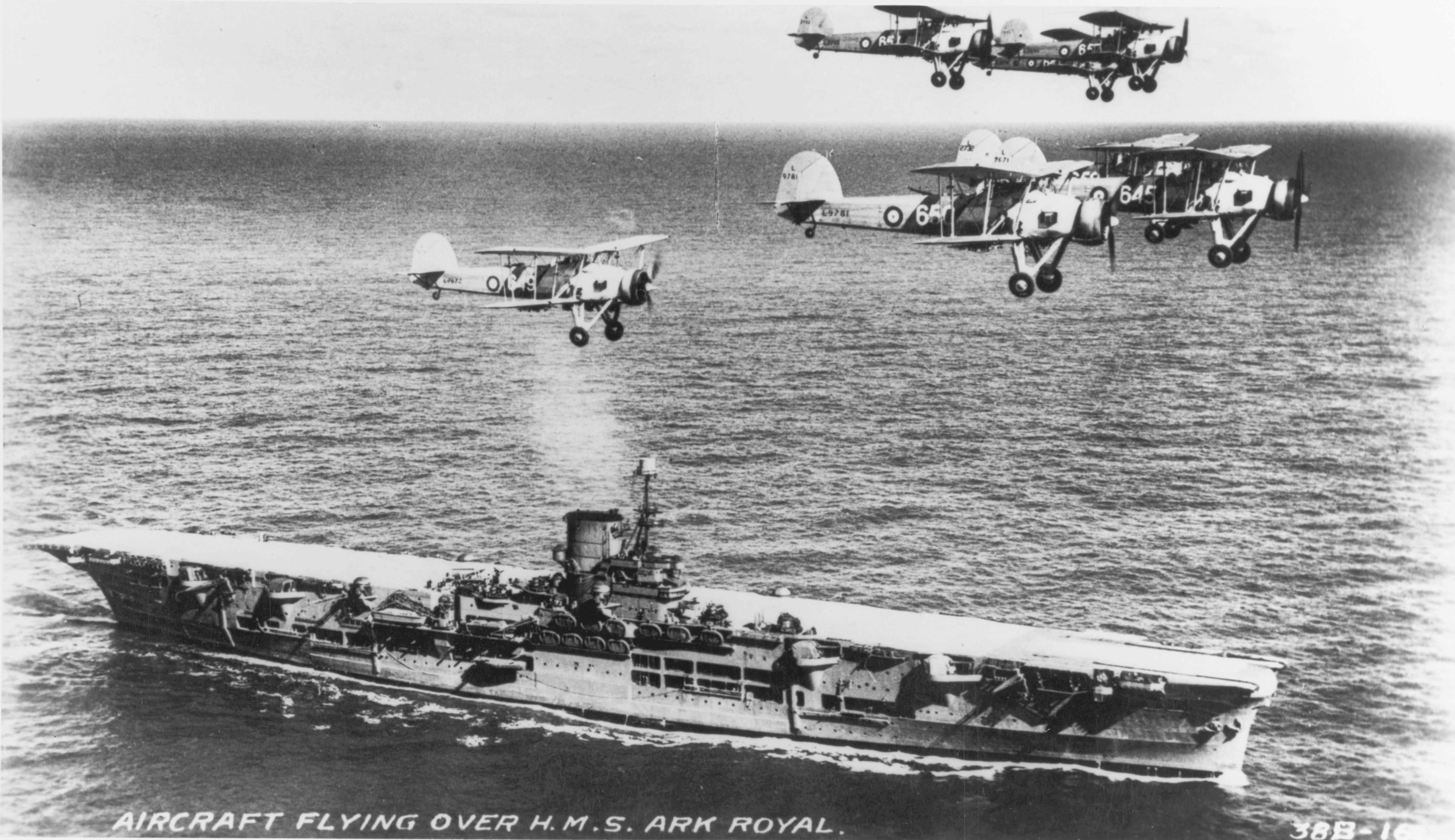
La HMS Ark Royal nel 1939, sorvolata da Swordfish dell'820° Naval Air Squadron.
La nave fu affondata nel 1941

- 1 nave da battaglia: HMS Barham
- 2 portaerei[7]: HMS Eagle, HMS Ark Royal
- 5 incrociatori[7]: HMS Cairo, HMS Hermione, HMS Manchester, HMS Neptune, HMS Southampton
- 19 cacciatorpediniere[7]: HMS Airedale, HMS Bedouin, HMS Fearless, HMS Foresight, HMS Gallant, HMS Gurkha, HMS Hasty, HMS Hyperion, HMS Jersey, HMS Kandahar, HMS Kingston, ORP Kujawiak (Marina polacca), HMS Lance, HMS Legion, HMS Maori, HMS Mohawk, HMAS Nestor (Royal Australian Navy), HMS Pakenham e HMS Southwold[7].
- 38 sottomarini[7]: HMS Cachalot, HMS Grampus, HMS Odin, HMS Olympus, HMS Orpheus, HMS Oswald, HMS Undaunted, HMS Union, P36, P38, P48, P222, P311, HMS Pandora, HMS Parthian, HMS Perseus, HMS Rainbow, HMS Regent, HMS Regulus, HMS Saracen, HMS Splendid, HMS Talisman, HMS Tempest, HMS Tetrarch, HMS Thunderbolt, HMS Tigris, HMS Traveller, HMS Triad, HMS Triton, HMS Triumph, HMS Trooper, HMS Turbulent, HMS Upholder, HMS Urge, HMS Usk e HMS Utmost.
- Oltre a questi, vennero persi anche il sottomarino Narwhal della Francia libera e la nave greca Glaukos[6].

#### Danni alle infrastrutture

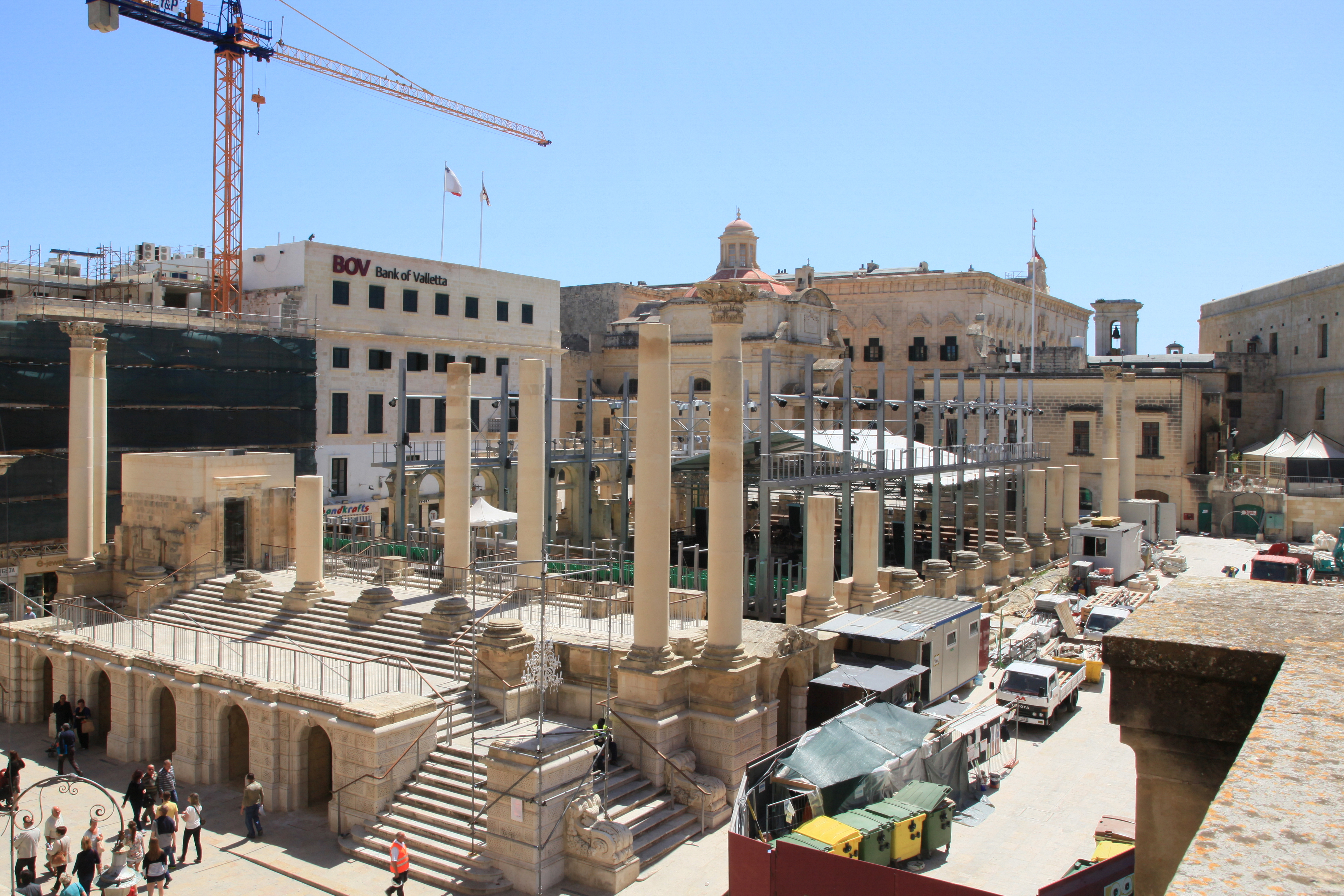
Le rovine del Teatro Reale, distrutto nel 1942

Nell'isola, densamente popolata, 5 524 abitazioni private furono distrutte, 9 925 risultarono danneggiate ma riparabili e 14 225 danneggiate dalle bombe. Oltre 111 chiese, 50 ospedali, istituzioni o università, 36 teatri, club, uffici pubblici, banche, fabbriche, mulini ed altri edifici commerciali subirono la distruzione o il danneggiamento, per un totale di 30 000 edifici in tutto. Il Teatro Reale, l'Auberge d'Auvergne, l'Auberge de France ed il Palazzo Correa a La Valletta, la Torre dell'Orologio, l'Auberge d'Allemagne e l'Auberge d'Italie a Vittoriosa, parti delle fortificazioni di Senglea e la Casa del Governatore di Forte Ricasoli furono distrutti. Altri edifici, come l'Auberge de Castille, l''Auberge de Bavière, la Casa del Comun Tesoro e parti del Forte Manoel subirono ingenti danni, ma furono ricostruiti dopo la guerra.

### Perdite navali dell’Asse
In totale, le perdite dell'Asse nel Mediterraneo sono state moderate. Le perdite umane in mare sono state pare a 17 240 persone. Quanto ai trasporti, l'Asse ha perso 285 840 tonnellate (315 090 short tons). Questa quantità è maggiore delle merci che riuscirono a raggiungere Malta. La flotta alleata affondò 773 navi dell'Asse, per un totale di 1364337 t (1 342 789 long tons). A causa delle mine furono affondate altre 179 navi di 217545 t  (214 109 long tons) in totale. Le marine e le forze aeree hanno condiviso la distruzione di 25 navi per 107750 t (106 050 long tons) e gli aerei hanno affondato 1 326 navi, per un totale di 1489736 t (1 466 208 long tons). Mine e imbarcazioni navali hanno condiviso tra di loro la distruzione di un'ulteriore nave di 1807 t (1 778 long tons). In tutto, 2 304 navi dell'Asse furono affondate, con un dislocamento totale di 3181211 t (3 130 969 long tons).
In generale, la Marina italiana ebbe un notevole successo nel proteggere gli invii di rifornimenti dell'Asse (per lo più italiani) per il Nordafrica, come dimostrano le cifre sottostanti. La Marina britannica sembrava incapace di impedire che ciò accadesse:
(Winston Churchill)
Tabella delle navi dell'Asse scortate verso la Libia, giugno 1940 – gennaio 1943:
- periodo nel quale la Regia Aeronautica era l'unica forza aerea nemica in azione contro Malta
- periodo nel quale la Luftwaffe fece significativi attacchi contro Malta
- influenza delle operazioni della Forza K della Royal Navy contro il naviglio dell'Asse
- influenza delle operazioni del Bristol Beaufighter contro il naviglio dell'Asse

| Mese      | Uomini imbarcati | Uomini sbarcati | Merci imbarcate | Merci sbarcate |
| --------- | ---------------- | --------------- | --------------- | -------------- |
| giugno    | 1 358            | 1 308           | 3 618           | 3 608          |
| luglio    | 6 407            | 6 407           | 40 875          | 40 875         |
| agosto    | 1 221            | 1 221           | 50 669          | 50 669         |
| settembre | 4 602            | 4 602           | 53 669          | 53 669         |
| ottobre   | 2 823            | 2 823           | 29 306          | 29 306         |
| novembre  | 3 157            | 3 157           | 60 778          | 60 778         |
| dicembre  | 9 731            | 9 731           | 65 556          | 58 574         |

| Mese      | Uomini imbarcati | Uomini sbarcati | Merci imbarcate | Merci sbarcate |
| --------- | ---------------- | --------------- | --------------- | -------------- |
| gennaio   | 12 491           | 12 214          | 50 505          | 49 084         |
| febbraio  | 19 557           | 19 557          | 80 357          | 79 173         |
| marzo     | 20 975           | 20 184          | 101 800         | 92 753         |
| aprile    | 20 698           | 19 926          | 88 597          | 81 472         |
| maggio    | 12 552           | 9 958           | 73 367          | 69 331         |
| giugno    | 12 886           | 12 886          | 133 331         | 125 076        |
| luglio    | 16 141           | 15 767          | 77 012          | 62 276         |
| agosto    | 18 288           | 16 753          | 96 021          | 83 956         |
| settembre | 12 717           | 6 603           | 94 115          | 67 513         |
| ottobre   | 4 046            | 3 541           | 92 449          | 73 614         |
| novembre  | 4 872            | 4 628           | 79 208          | 29 843         |
| dicembre  | 1 748            | 1 074           | 47 680          | 39 092         |

| Mese      | Uomini imbarcati | Uomini sbarcati | Merci imbarcate | Merci sbarcate |
| --------- | ---------------- | --------------- | --------------- | -------------- |
| gennaio   | 2 840            | 1 355           | 66 214          | 66 170         |
| febbraio  | 531              | 531             | 59 468          | 58 965         |
| marzo     | 391              | 284             | 57 541          | 47 588         |
| aprile    | 1 349            | 1 349           | 151 578         | 150 389        |
| maggio    | 4 396            | 4 241           | 93 188          | 86 439         |
| giugno    | 1 474            | 1 249           | 41 519          | 32 327         |
| luglio    | 4 566            | 4 435           | 97 794          | 91 491         |
| agosto    | 1 281            | 790             | 77 134          | 51 655         |
| settembre | 1 367            | 959             | 96 903          | 77 526         |
| ottobre   | 1 011            | 631             | 83 695          | 46 698         |
| novembre  | 1 031            | 1 031           | 85 970          | 63 736         |
| dicembre  | 5                | 5               | 12 981          | 6 151          |

## Filmografia
- Il cortometraggio di propaganda di guerra Malta G.C. fu commissionato nel 1942 dal governo britannico per diffondere la resistenza del popolo maltese e l'assegnazione dell’onorificenza George Cross. Il filmato contiene riprese dei reali bombardamenti e dei loro effetti.
- Il film britannico del 1953 Malta Story è la storia immaginaria di un pilota della RAF addetto a missioni di ricognizione fotografica durante l'assedio di Malta. Mostra riprese reali e rievocazioni con aerei autentici.